# Islanda
Islanda (în islandeză Ísland) este o țară insulară nordică aflată între Atlanticul de Nord și Oceanul Arctic. Are o populație de 364.260 de locuitori pe o suprafață de 103.000 km², ea fiind astfel țara cu cea mai rarefiată populație din Europa. Capitala și cel mai mare oraș al țării este Reykjavík; zonele lui înconjurătoare din sud-vestul țării dețin două treimi din populație. Insula conține vulcani activi și izvoare geotermale. Interiorul ei constă în principal dintr-un platou caracterizat de câmpii nisipoase și de lavă, munți și ghețari, din care mai multe râuri glaciare curg către mare prin câmpia litorală. Islanda este încălzită de Curentul Golfului și are o climă temperată, în ciuda latitudinii mari la care se află, în apropierea cercului polar de nord.
Conform vechiului manuscris Landnámabók, colonizarea Islandei a început în 874 e.n., când căpetenia norvegiană Ingólfur Arnarson a devenit primul locuitor permanent al insulei. În secolele ce au urmat, scandinavii au colonizat Islanda, aducând cu ei thralli (sclavi, sau iobagi) de origine celtică.
Insula a fost guvernată ca o comunitate independentă⁠(d) de către parlamentul local, Althingul, una din cele mai vechi adunări legislative din lume care încă funcționează. După o perioadă de frământări, Islanda a intrat sub dominație norvegiană în secolul al XIII-lea. Formarea Uniunii de la Kalmar în 1397 a unificat regatele Norvegiei, Danemarcei și Suediei. Islanda a intrat și ea odată cu Norvegia în acea uniune, dar la dizolvarea ei prin ieșirea Suediei în 1523, Islanda a intrat sub control danez. Regatul Danez a introdus luteranismul în Islanda în 1550.
În urma Revoluției Franceze și a Războaielor Napoleoniene, s-a conturat lupta Islandei pentru independență, care a culminat cu obținerea independenței în 1918⁠(d) și înființarea Regatului Islandei, având ca șef de stat monarhul Danemarcei⁠(d), stat cu care se afla în uniune personală. Pe durata ocupației Danemarcei⁠(d) în al Doilea Război Mondial, Islanda a votat cu majoritate covârșitoare să devină republică în 1944⁠(d), punând astfel capăt ultimelor legături formale rămase cu Danemarca.
Până în secolul al XX-lea, Islanda s-a bazat mai ales pe pescuit și agricultură. Industrializarea pescăriilor și Planul Marshall implementat după al Doilea Război Mondial au adus prosperitate și Islanda a devenit una dintre cele mai bogate și mai dezvoltate țări din lume. În 1994, Islanda a devenit parte a Zonei Economice Europene, ceea ce a susținut diversificarea economiei și serviciilor financiare.
Islanda are o economie de piață cu impozite relativ mici, comparativ cu alte țări membre OCDE, și are cea mai mare rată de apartenență la sindicate din lume. Statul întreține un sistem de cheltuieli sociale tipic nordic care furnizează asistență sanitară universală⁠(d) și educație terțiară⁠(d) pentru toți cetățenii. Islanda se clasează pe primele locuri la indicii democrației și egalității, fiind a treia țară din lume după mediana averii adulților. În 2020, a ajuns pe locul patru în lume după indicele ONU al dezvoltării umane, și este pe primul loc la indicele global al păcii. Islanda se alimentează aproape în întregime cu energie regenerabilă.
Cultura islandeză este bazată pe moștenirea scandinavă. Majoritatea islandezilor sunt urmașii coloniștilor germanici și celtici. Limba islandeză, o limbă germanică de nord, a evoluat din nordica veche și este strâns înrudită cu feroeza și cu dialectele norvegiene vestice. Moștenirea culturală a țării cuprinde bucătăria tradițională, literatura și saga medievale. Islanda are cea mai mică populație dintre toate țările membre NATO și este singura care nu are o armată, apărarea țării fiind în sarcina unei paze de coastă cu armament restrâns.

## Istorie

### Colonizarea și prima comunitate 874–1262

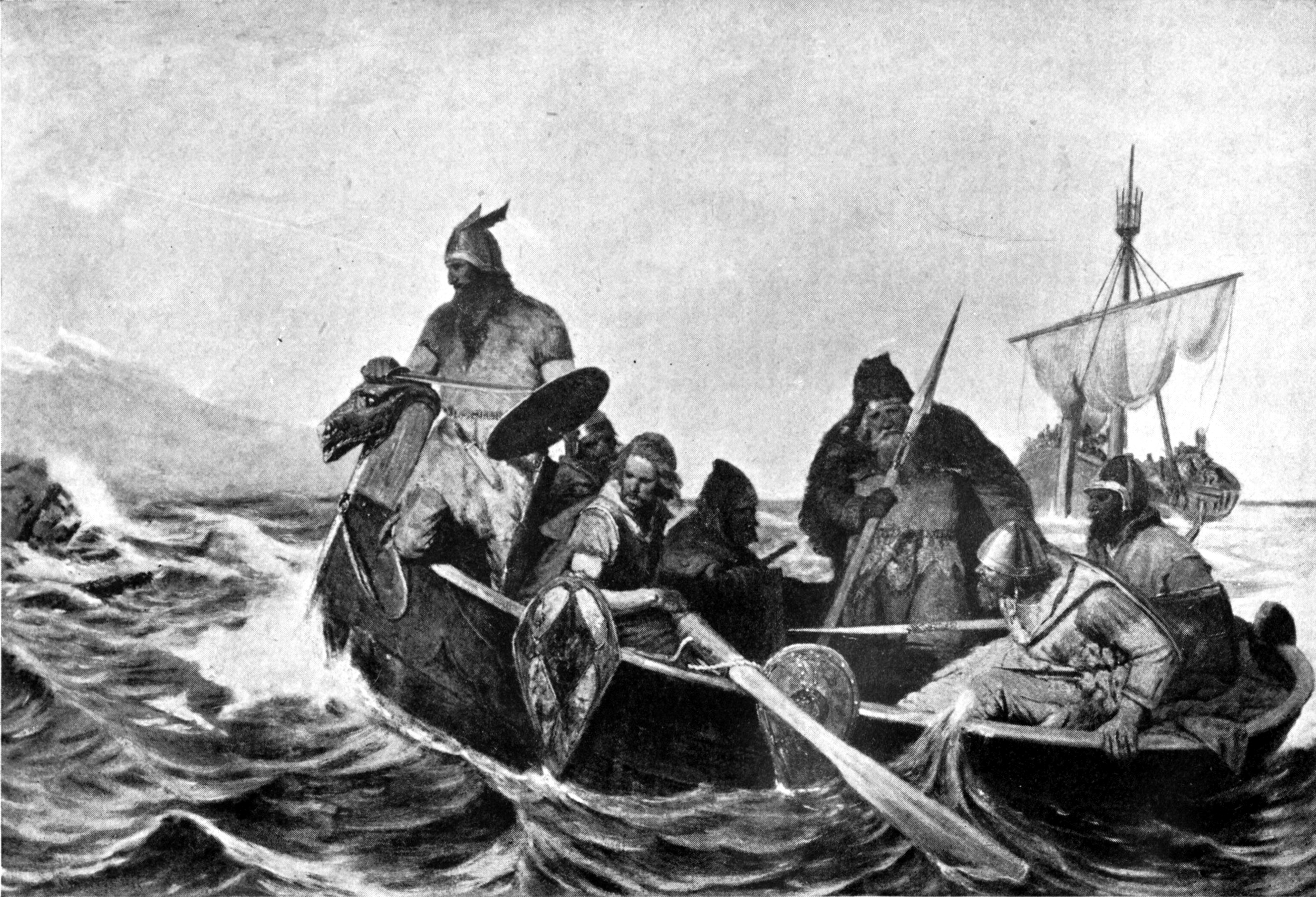
Debarcare vikingilor în Islanda – desen din secolul al XIX-lea, de en.

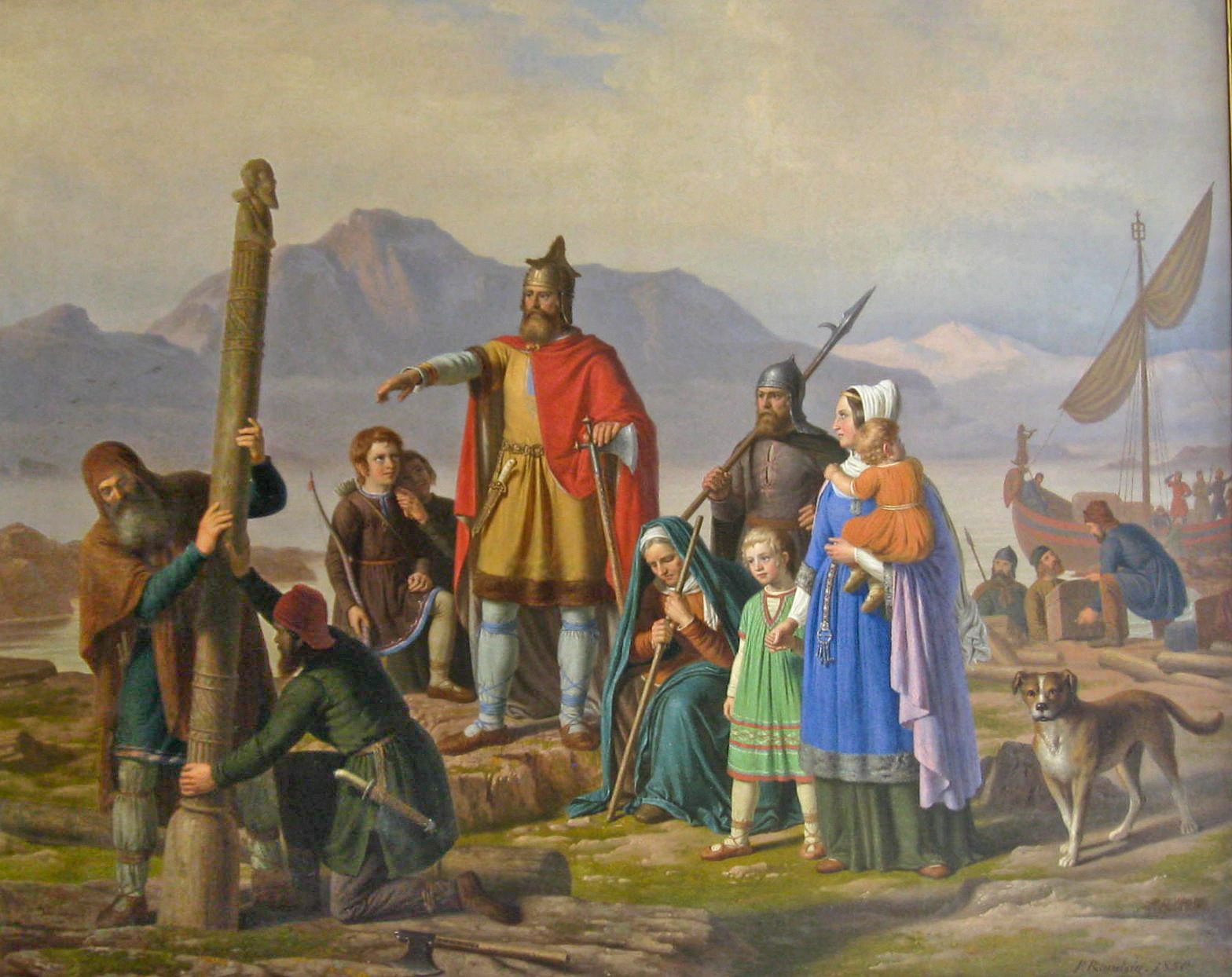
Ingólfur Arnarson (în islandeza modernă: Ingólfur Arnarson), primul colonist scandinav care a locuit permanent Islanda

Conform Landnámabók și Íslendingabók⁠(en)[traduceți], călugării celți denumiți Papar⁠(en)[traduceți] ar fi trăit în Islanda înaintea sosirii coloniștilor scandinavi, posibil ca parte a unei misiuni hiberno-scoțiene. Săpături arheologice recente au scos la iveală la Hafnir⁠(d), în peninsula Reykjanes⁠(d), ruinele unei cabane. Datarea cu carbon arată că ea a fost abandonată cândva între 770 și 880.
Exploratorul viking suedez Garðar Svavarsson⁠(en)[traduceți] a fost primul care a făcut înconjurul Islandei în 870 și a stabilit că este vorba de o insulă. El a iernat acolo și a construit o casă la Húsavík⁠(en)[traduceți]. Garðar a plecat în vara următoare, dar unul dintre oamenii săi, Náttfari⁠(en)[traduceți], a hotărât să rămână în urmă cu doi sclavi. Náttfari s-a stabilit în ceea ce astăzi se numește Náttfaravík și a devenit primul locuitor permanent al Islandei.
Căpetenia nordică Ingólfr Arnarson și-a construit o gospodărie în Reykjavíkul de astăzi în anul 874. Ingólfr a fost urmat de mulți alți coloniști emigranți, în mare parte scandinavi cu thrallii lor, dintre care mulți erau irlandezi sau scoțieni. Până în 930, majoritatea terenului arabil al insulei fusese luat în proprietate; Althing, o adunare legislativă și judecătorească, a fost înființat pentru a reglementa Comunitatea Islandeză. Lipsa de teren arabil a servit drept imbold pentru colonizarea Groenlandei începând cu 986. Perioada acestor colonizări timpurii a coincis cu Perioada Caldă Medievală, când temperaturile erau similare celor de la începutul secolului al XX-lea. În acest moment, circa 25% din teritoriul Islandei era acoperit cu păduri, față de 1% cât a mai rămas astăzi. Creștinismul a fost adoptat prin consens pe la 999–1000, deși păgânismul nordic⁠(en)[traduceți] a mai persistat în rândurile unor segmente ale populației câțiva ani de atunci.

### Evul Mediu

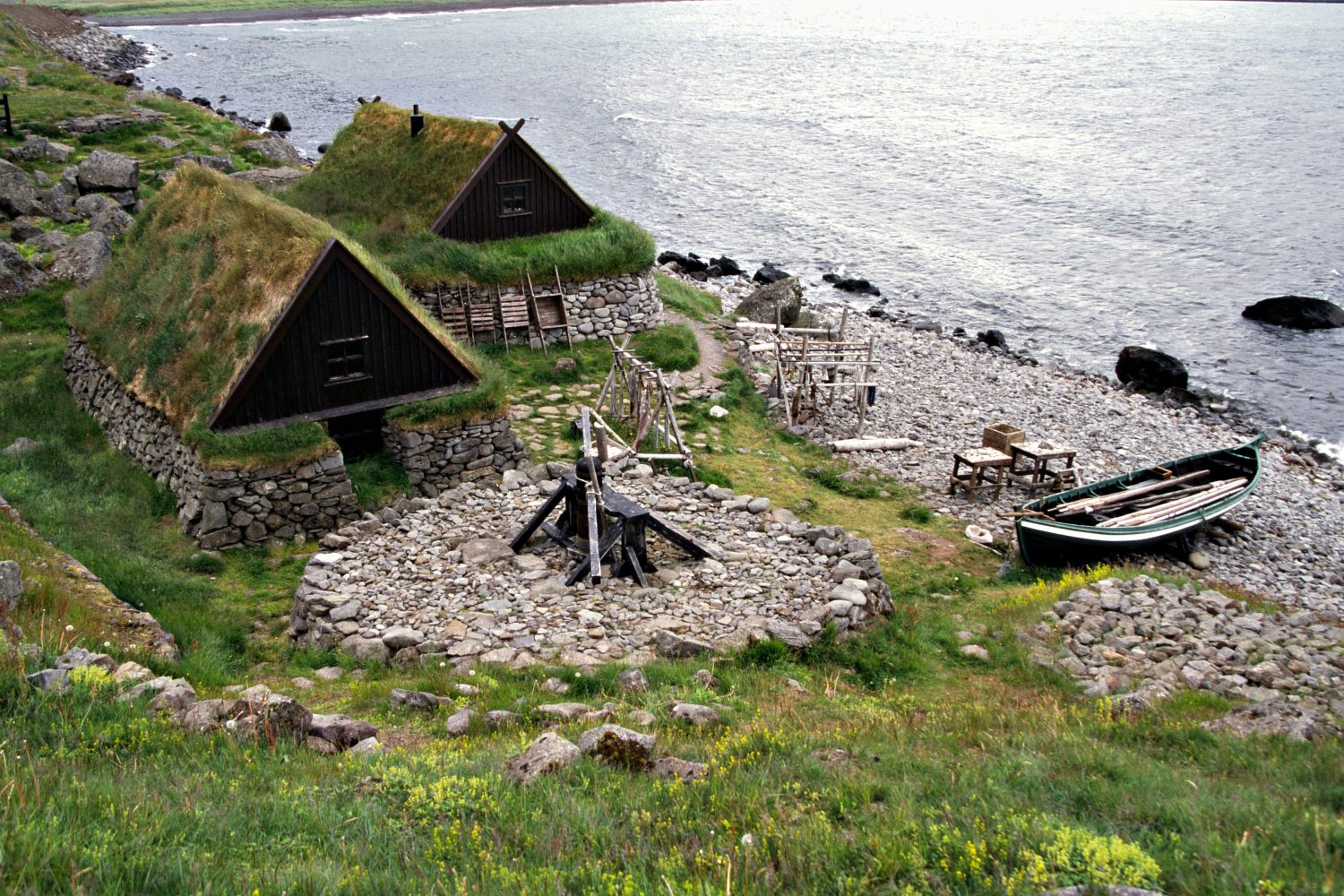
Ósvör, replică a unui vechi avanpost pescăresc de lângă en

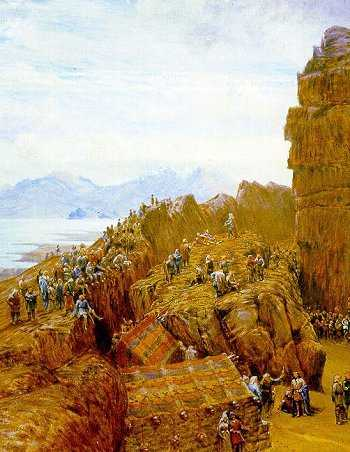
Reprezentare din secolul al XIX-lea a unei adunări de Alþingi a Comunității Islandeze, desfășurat la

Comunitatea Islandeză a durat până în secolul al XIII-lea, când sistemul politic gândit de primii coloniști s-a dovedit incapabil să rezolve problema creșterii puterii căpeteniilor islandeze. Luptele interne pentru putere și agitația populației din Epoca Sturlungilor a dus la semnarea Vechiului Legământ⁠(en)[traduceți] în 1262, prin care s-a pus capăt Comunității independente și a adus Islanda sub coroana norvegiană. Posesiunea Islandei a trecut în 1397 la Uniunea de la Kalmar, când regatele Norvegiei, Danemarcei și Suediei s-au unit. După ieșirea Suediei din această uniune în 1523, Islanda a rămas dependență norvegiană, ca parte a regatului Danemarca–Norvegia.
În secolele ce au urmat, Islanda a devenit una dintre cele mai sărace țări ale Europei. Solul nefertil, erupțiile vulcanice, despădurirea și clima dificilă au făcut ca viața să fie grea într-o societate în care subzistența depindea aproape exclusiv de agricultură. Moartea neagră a pătruns în Islanda de două ori, prima dată în 1402–1404 și din nou în 1494–1495. Prima epidemie a ucis între 50% și 60% din populație, iar a doua între 30% și 50%.

### Reforma și începuturile Epocii Moderne
Pe la jumătatea secolului al XVI-lea, ca parte a Reformei Protestante, regele Christian al III-lea al Danemarcei a început să impună tuturor supușilor săi luteranismul. Jón Arason⁠(en)[traduceți], ultimul episcop catolic de Hólar⁠(en)[traduceți], a fost decapitat în 1550 împreună cu doi dintre fiii lui. Țara a devenit oficial luterană și luteranismul a rămas de atunci religia dominantă.
În secolele al XVII-lea și al XVIII-lea, Danemarca a impus Islandei niște restricții comerciale dure⁠(en)[traduceți]. Dezastrele naturale, inclusiv erupțiile vulcanice și bolile, au contribuit la scăderea populației. Pirații din diferite țări, inclusiv de pe Coasta Barbară, au venit în expediții de jaf la așezările de pe coastă și au răpit oameni, luându-i ca sclavi. O mare epidemie de variolă a ucis în secolul al XVIII-lea o treime din populație. În 1783, vulcanul Laki⁠(en)[traduceți] a erupt, cu efecte devastatoare. În anii de după erupție, perioadă denumită Greutățile Ceții⁠(en)[traduceți] (în islandeză, Móðuharðindin), peste jumătate din animale au murit. Circa un sfert din populație a murit în foametea ce a urmat.

### Mișcarea pentru independență 1814–1918
În 1814, în urma Războaielor Napoleoniene, regatul Danemarca-Norvegia a fost despărțit în două regate separate prin tratatul de la Kiel, dar Islanda a rămas dependentă de Danemarca. De-a lungul secolului al XIX-lea, clima țării a continuat să se răcească, ceea ce a dus la o emigrație masivă în Lumea Nouă, în special în regiunea Gimli⁠(en)[traduceți], Manitoba, Canada, localitate poreclită de atunci Noua Islandă⁠(en)[traduceți]. Circa 15.000 de oameni au emigrat, dintr-o populație totală de 70.000.
Conștiința națională a apărut în prima jumătate a secolului al XIX-lea, inspirată fiind de ideile naționalismului romantic din Europa continentală. O mișcare pentru independența Islandei a început să se formeze în anii 1850 sub conducerea lui Jón Sigurðsson⁠(en)[traduceți], pe baza naționalismului islandez incipient inspirat de Fjölnismenn⁠(en)[traduceți] și de alți intelectuali islandezi cu studii în Danemarca. În 1874, Danemarca a acordat Islandei o constituție și o autonomie limitată. Autonomia a fost extinsă în 1904, iar Hannes Hafstein⁠(en)[traduceți] a fost primul care a îndeplinit funcția de ministru pentru Islanda⁠(en)[traduceți] în cabinetul danez.

### Regatul Islandei 1918–1944
Actul de Uniune Dano-Islandeză⁠(en)[traduceți], acord semnat cu Danemarca la 1 decembrie 1918 și valabil 25 de ani, recunoștea Islanda ca stat complet suveran, aflat în uniune personală cu Danemarca. Guvernul Islandei a înființat ambasadă la Copenhaga și a cerut Danemarcei să se ocupe de politica externă a Islandei. Ambasadele daneze din toată lumea au început să arboreze două steme și două drapele: ale Regatului Danemarcei și ale Regatului Islandei.

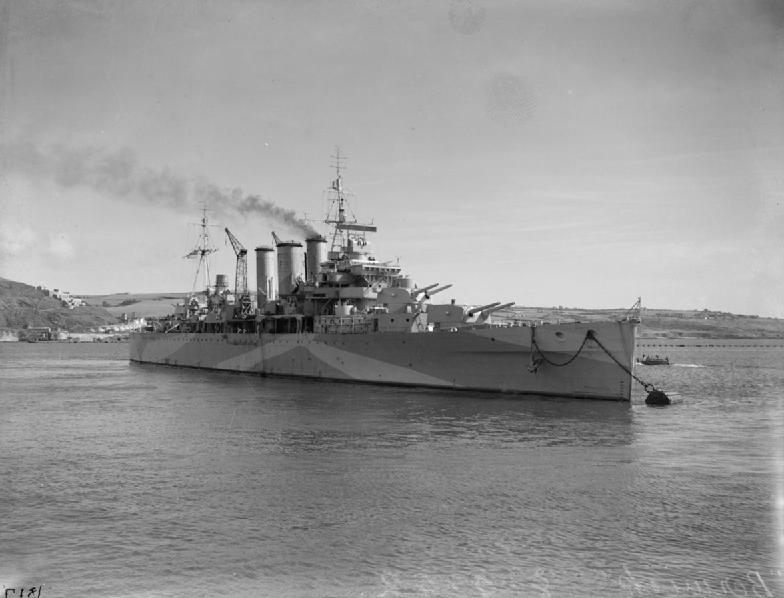
a condus invazia britanică a Islandei

În timpul celui de al Doilea Război Mondial, Islanda și-a declarat neutralitatea, alături de Danemarca. După ce Germania a ocupat Danemarca⁠(en)[traduceți] la 9 aprilie 1940, Althingul a înlocuit regele cu un regent și a declarat că guvernul islandez trebuie să preia controlul asupra afacerilor sale externe și asupra altor probleme de care până atunci se ocupa Danemarca. O lună mai târziu, forțele armate britanice au invadat și au ocupat țara⁠(en)[traduceți], încălcând neutralitatea islandeză. În 1941, ocupația a fost preluată de Statele Unite, pentru ca Regatul Unit să-și utilizeze trupele în altă parte, aranjament pe care în cele din urmă l-au acceptat și autoritățile islandeze.

### Republică independentă, 1944–prezent

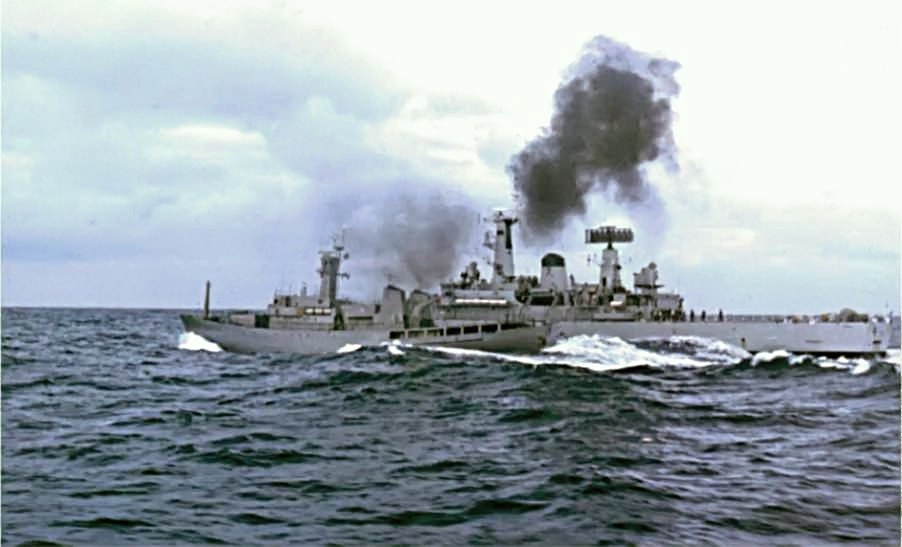
Ciocnirea unui vas islandez cu unul britanic în Oceanul Atlantic în timpul „Războaielor Morunului”

La 31 decembrie 1943, Actul de Uniune Dano-Islandeză⁠(en)[traduceți] a expirat după 25 de ani. Începând cu 20 mai 1944, islandezii au votat într-un referendum de patru zile propunerile de a încheia uniunea personală cu Danemarca, de a aboli monarhia și de a înființa o republică. Rezultatul a fost 97% din voturi pentru încheierea uniunii și 95% în favoarea noii constituții republicane. Islanda a devenit oficial republică la 17 iunie 1944, cu Sveinn Björnsson⁠(en)[traduceți] primul președinte.
În 1946, forțele de ocupație ale Aliaților au părăsit Islanda. Țara a devenit oficial membru NATO la 30 martie 1949, în ciuda unor controverse și proteste ce au avut loc în țară⁠(en)[traduceți]. La 5 mai 1951, s-a semnat un acord de apărare cu Statele Unite. Soldații americani s-au întors în Islanda sub egida Forței de Apărare a Islandei⁠(en)[traduceți], și a rămas acolo de-a lungul întregului Război Rece. SUA și-au retras ultimele forțe la 30 septembrie 2006.
Islanda a prosperat în timpul războiului. Perioada imediat de după război a fost urmată de o creștere economică substanțială, condusă de industrializarea pescuitului și de programele Planului Marshall, prin care islandezii au primit cel mai mult ajutor pe cap de locuitor dintre toate țările europene (209 dolari, în timp ce Olanda distrusă de război era pe locul doi, la distanță, cu doar 109 dolari).
Anii 1970 au fost marcați de Războaiele Morunului — dispute cu Regatul Unit pe tema extinderii limitelor de pescuit ale Islandei până la 200 de mile în largul coastelor. Islanda a găzduit un summit la Reykjavík în 1986⁠(en)[traduceți] între președintele Statelor Unite Ronald Reagan și premierul sovietic Mihail Gorbaciov, în care s-au făcut pași importanți către dezarmarea nucleară⁠(en)[traduceți]. După câțiva ani, Islanda a devenit prima țară care a recunoscut independența Estoniei, Letoniei și Lituaniei, care s-au separat de URSS. În anii 1990, țara și-a extins rolul pe plan internațional, dezvoltând o politică orientată către cauze umanitare și de menținere a păcii. În acest scop, Islanda a furnizat ajutoare și expertiză diferitelor misiuni de intervenție coordonate de NATO în Bosnia, Kosovo și în Irak.
Islanda a aderat la Zona Economică Europeană în 1994, după care economia s-a liberalizat și s-a diversificat mult. Relațiile economice internaționale au crescut mai mult după 2001, când proaspăt dereglementatele bănci islandeze au început să acumuleze cantități masive de datorii externe, contribuind la o creștere cu 32% a venitului național brut între 2002 și 2007.

#### Explozia economică și criza
În anii 2003–2007, după privatizarea sectorului bancar sub guvernul lui Davíð Oddsson⁠(en)[traduceți], Islanda a trecut către o economie bazată pe investiții străine și pe servicii financiare. Ea devenea rapid una dintre cele mai prospere țări din lume, dar a fost lovită puternic de o criză financiară majoră⁠(en)[traduceți]. Criza a avut ca rezultat cea mai mare emigrare din Islanda de la 1887 până atunci, un număr de 5.000 de oameni părăsind țara în 2009. Economia Islandei s-a stabilizat sub guvernul Jóhannei Sigurðardóttir, și a crescut cu 1,6% în 2012. Numeroși islandezi au rămas însă nemulțumiți de starea economiei, de promisiunile neonorate și de politicile de austeritate ale guvernului, astfel încât Partidul Independenței⁠(en)[traduceți] a revenit la putere într-o coaliție cu Partidul Progresist⁠(en)[traduceți] după alegerile din 2013.

## Geografie

Harta fizică generală

Islanda se află la limita între Oceanele Atlantic și Arctic. Insula principală se află în întregime la sud de cercul polar de nord, care trece prin mica insulă islandeză Grímsey⁠(en)[traduceți] aflată în largul coastei nordice a insulei principale. Țara se află între paralelele de 63° și 67° latitudine nordică și între meridianele de 25° și 13 grade longitudine vestică.
Islanda este mai aproape de Europa continentală decât de America de Nord continentală; astfel, insula este de regulă inclusă în Europa din motive istorice, politice, culturale și practice. Din punct de vedere geologic, insula cuprinde părți din ambele plăci continentale. Cel mai apropiat uscat este Groenlanda (290 km). Cele mai apropiate uscaturi din Europa sunt Insulele Feroe (420 km); insula Jan Mayen (570 km); insulele Shetland și Hebridele Exterioare, ambele la circa 740 km; coastele scoțiene ale Marii Britanii și Orkney, ambele la circa 750 km. Coastele Norvegiei și deci continentul european propriu-zis se află la circa 970 km distanță.

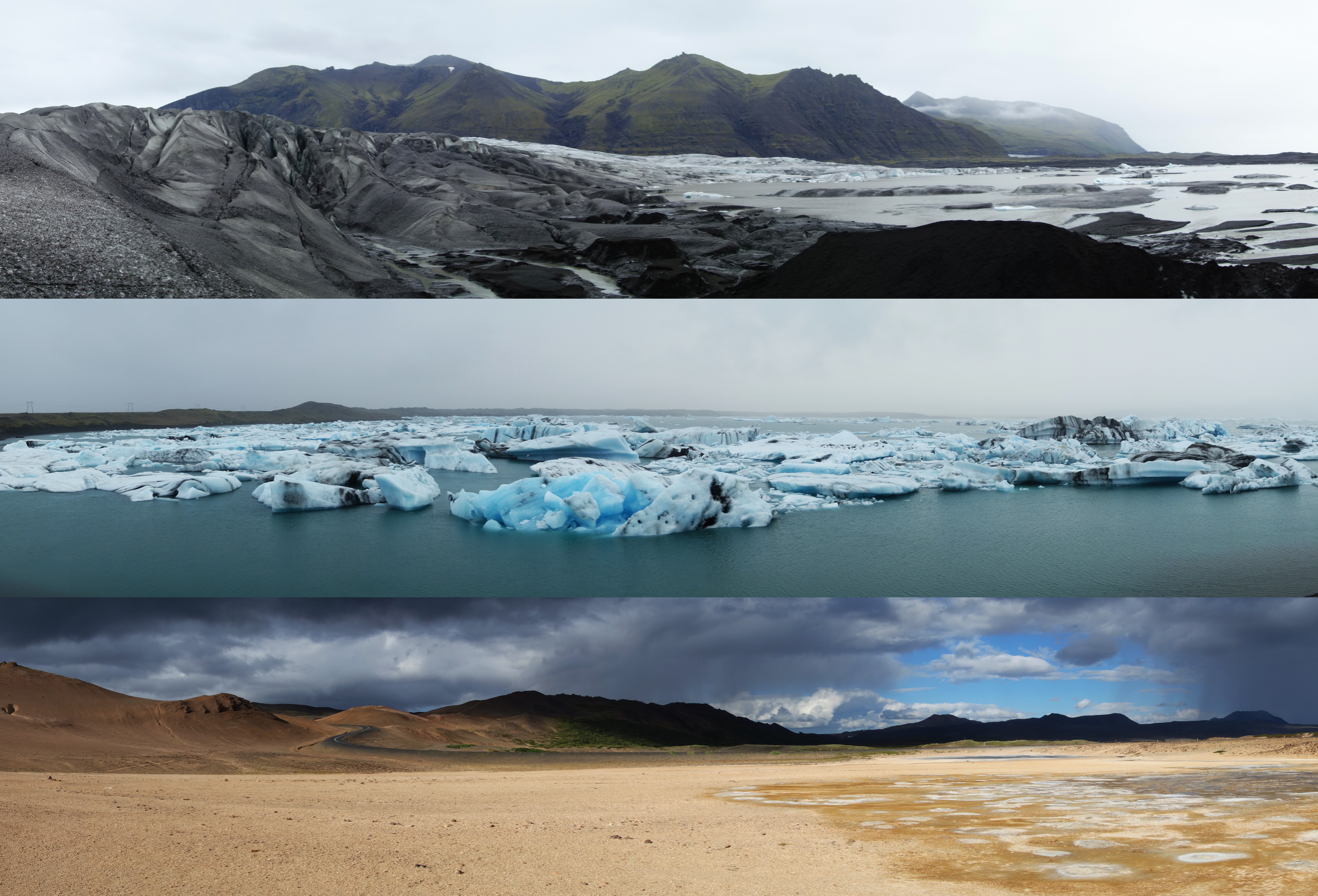
Trei peisaje islandeze tipice.

Islanda este a 18-a cea mai mare insulă din lume, și a doua insulă a Europei după Marea Britanie. Insula principală are 101.826 km², dar întreaga țară cuprinde 103.000 km² de uscat, dintre care 62,7% este tundră. Există treizeci de insule minore aparținând arhipelagului islandez, inclusiv puțin populata Grímsey și arhipelagul Vestmannaeyjar. Lacurile și ghețarii acoperă 14,3% din suprafață; doar 23% conține vegetație. Cele mai mari lacuri sunt Þórisvatn⁠(en)[traduceți] (lac de acumulare): 83–88 km² și Þingvallavatn⁠(en)[traduceți]: 82 km²; alte lacuri importante sunt și Lagarfljót⁠(en)[traduceți] și Mývatn⁠(en)[traduceți]. Jökulsárlón⁠(en)[traduceți] este cel mai adânc, având 248 m.
Geologic, Islanda face parte din Dorsala Atlantică, zonă din mijlocul oceanului unde scoarța oceanică se depărtează și se formează altă scoarță. Această zonă a dorsalei oceanice se află peste o pană a mantalei, făcând ca Islanda să se înalțe deasupra nivelului mării. Dorsala marchează limita între Placa Eurasiatică și Placa Nord-Americană, iar Islanda a apărut prin procesele de rifting și acreție⁠(en)[traduceți] prin fenomene vulcanice de-a lungul dorsalei.
Coasta de 4.970 de kilometri a Islandei este punctată de numeroase fiorduri, zone în care se află și majoritatea așezărilor. Interiorul insulei, Înălțimile Islandei, este o zonă rece și nelocuibilă, cu nisip, munți și câmpii de lavă. Marile orașe sunt capitala Reykjavík, cu orașele înconjurătoare Kópavogur, Hafnarfjörður și Garðabær, localitatea Reykjanesbær aflată în împrejurimi, unde se află aeroportul internațional, și orașul Akureyri din nordul Islandei. Insula Grímsey de pe cercul polar de nord conține cea mai nordică zonă locuită din Islanda. Islanda are trei parcuri naționale: Vatnajökull⁠(en)[traduceți], Snæfellsjökull⁠(en)[traduceți], și Þingvellir⁠(en)[traduceți]. Țara este considerată un „puternic performer” în protecția mediului, fiind clasată pe locul 13 după Indicele Performanței Ecologice calculat de Universitatea Yale în 2012.

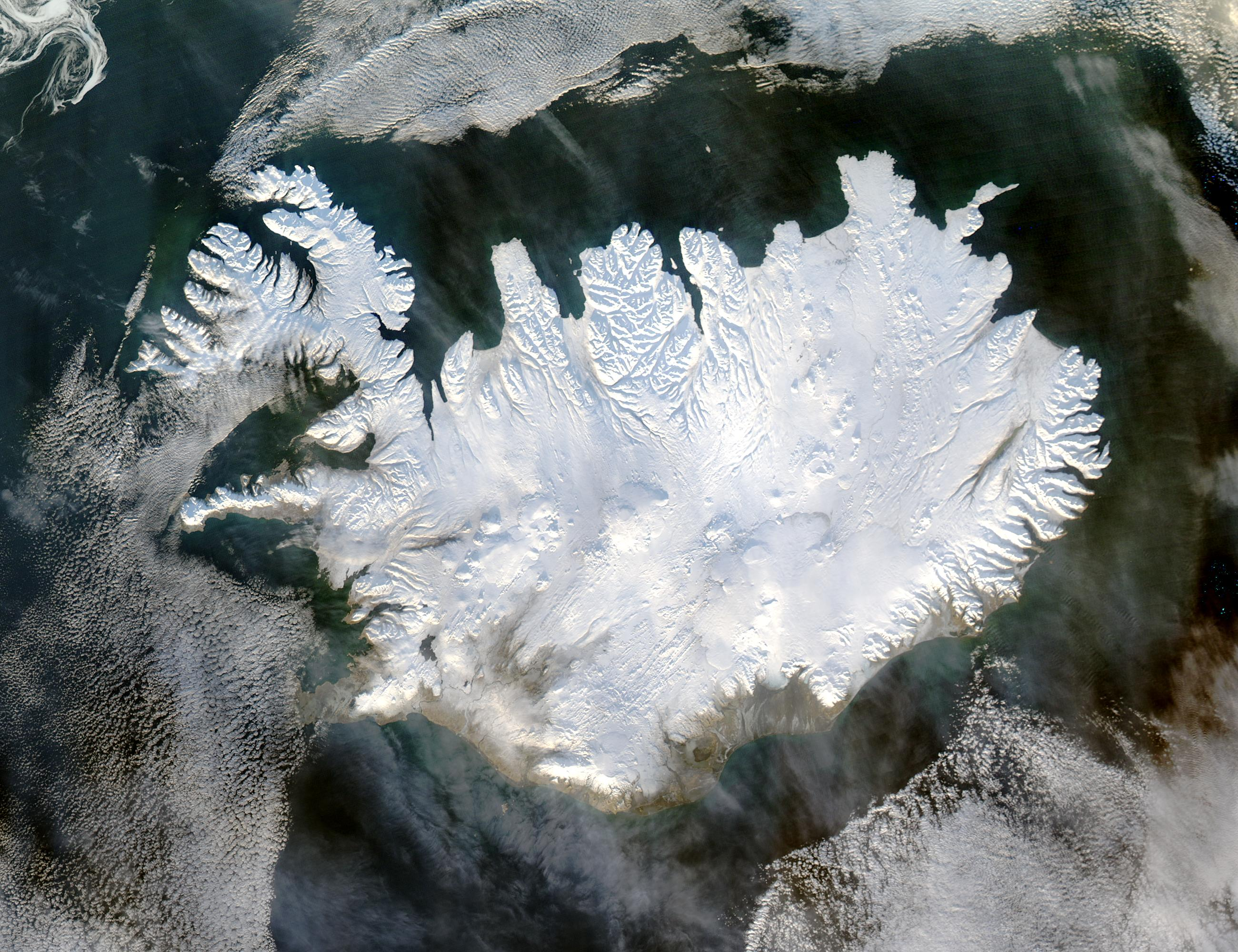
Islanda, văzută din spațiu la 29 ianuarie 2004
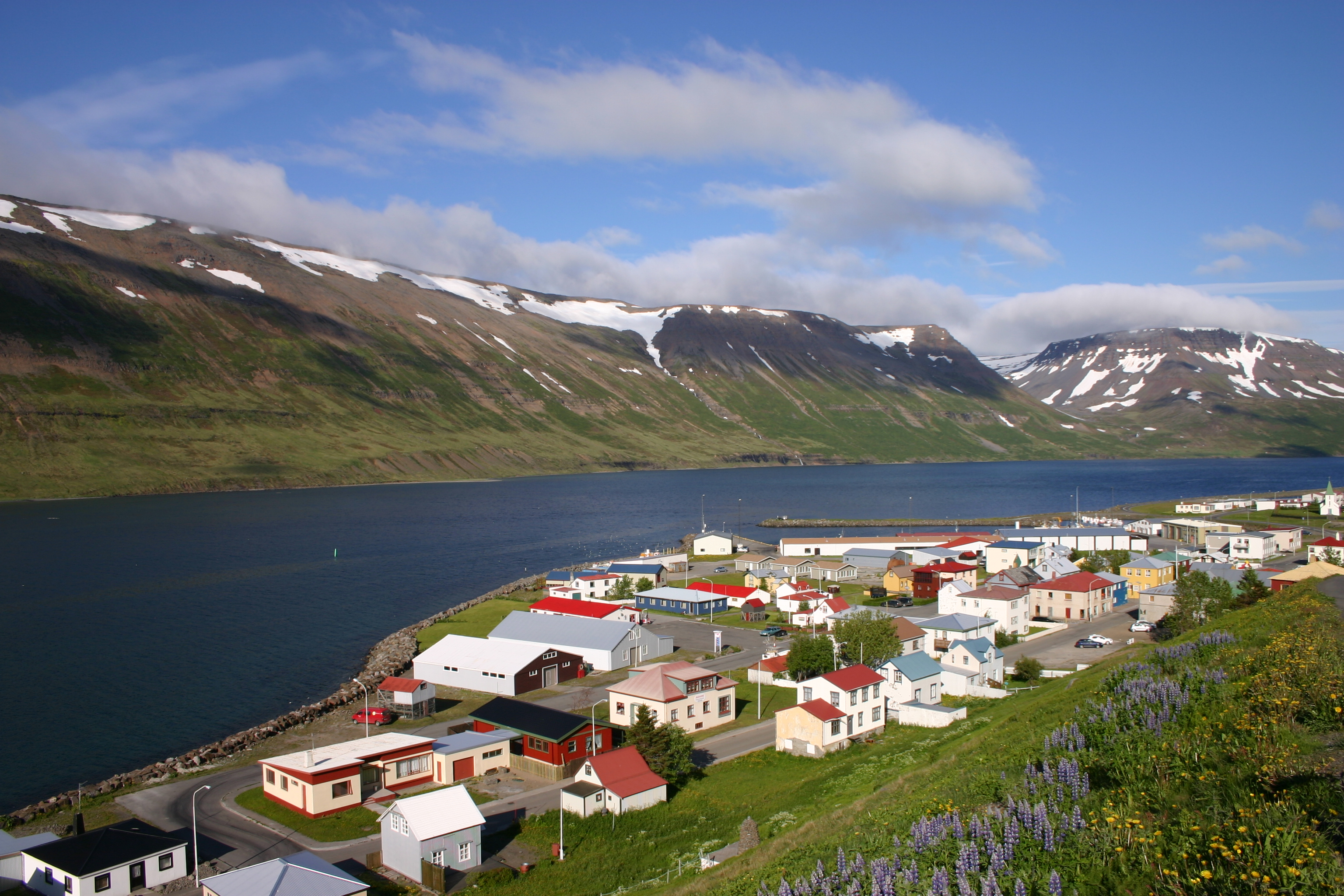
Suðureyri⁠(en)[traduceți]
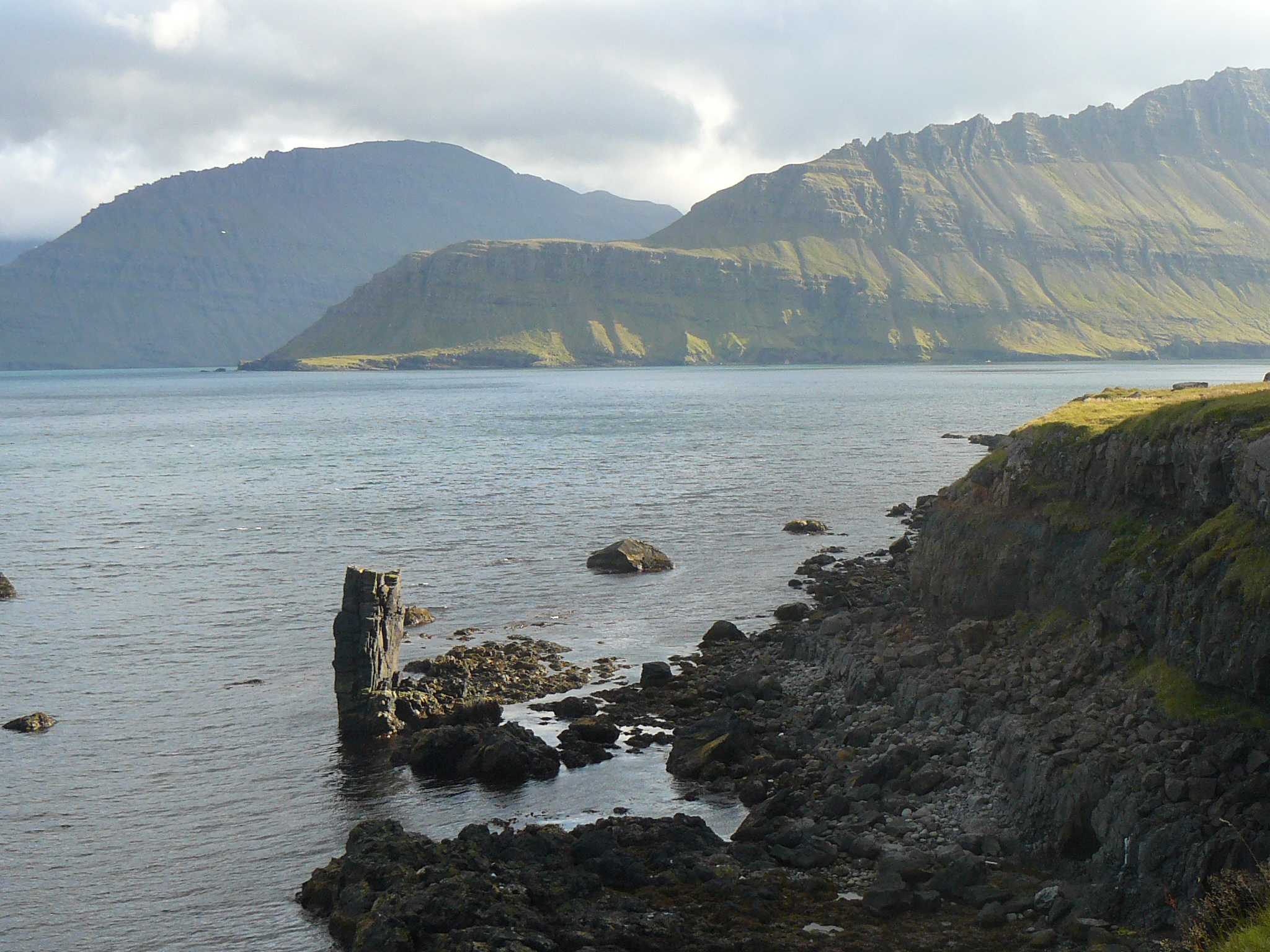
Norðfjörður⁠(en)[traduceți]
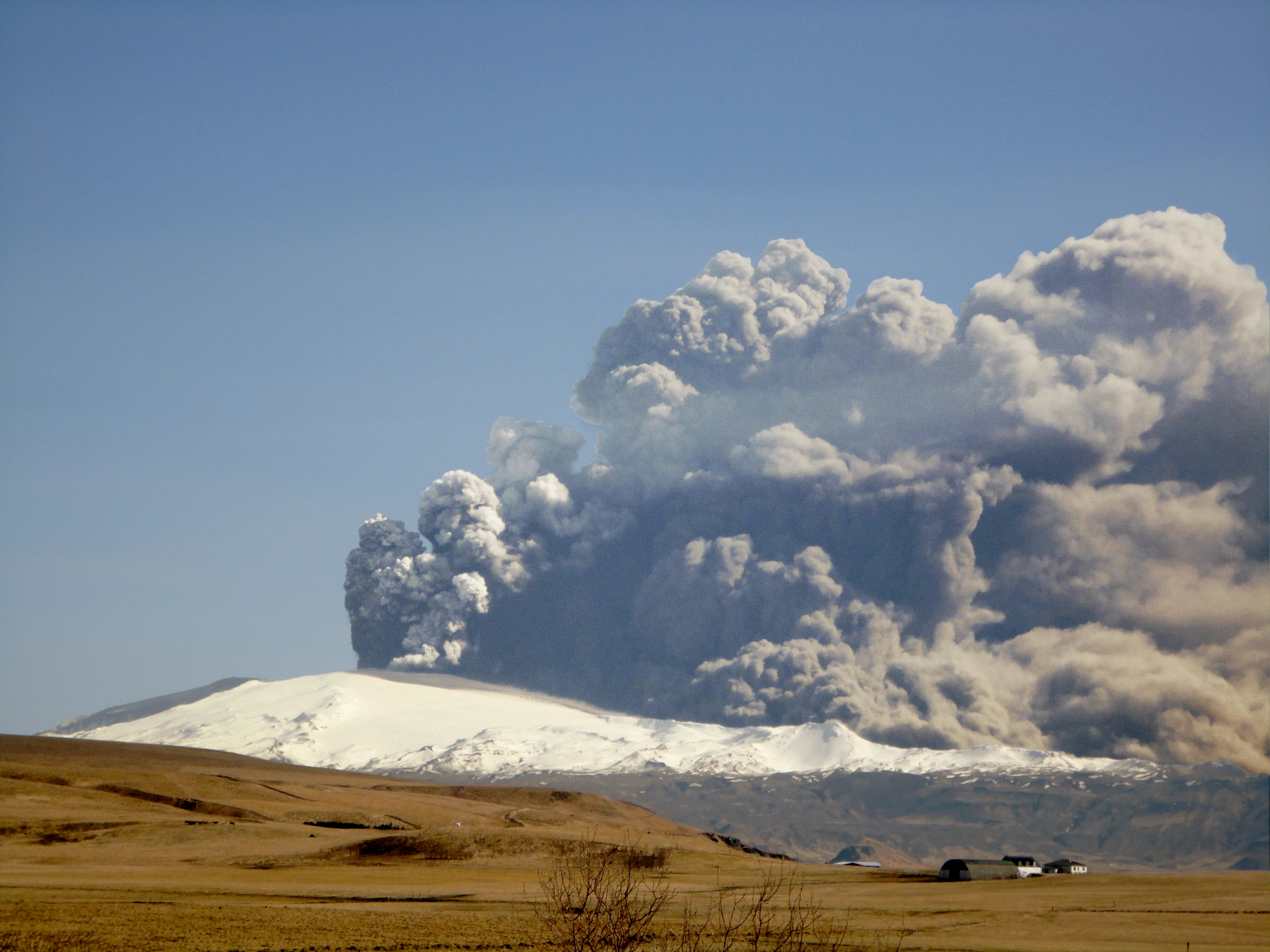
erupția lui Eyjafjallajökull
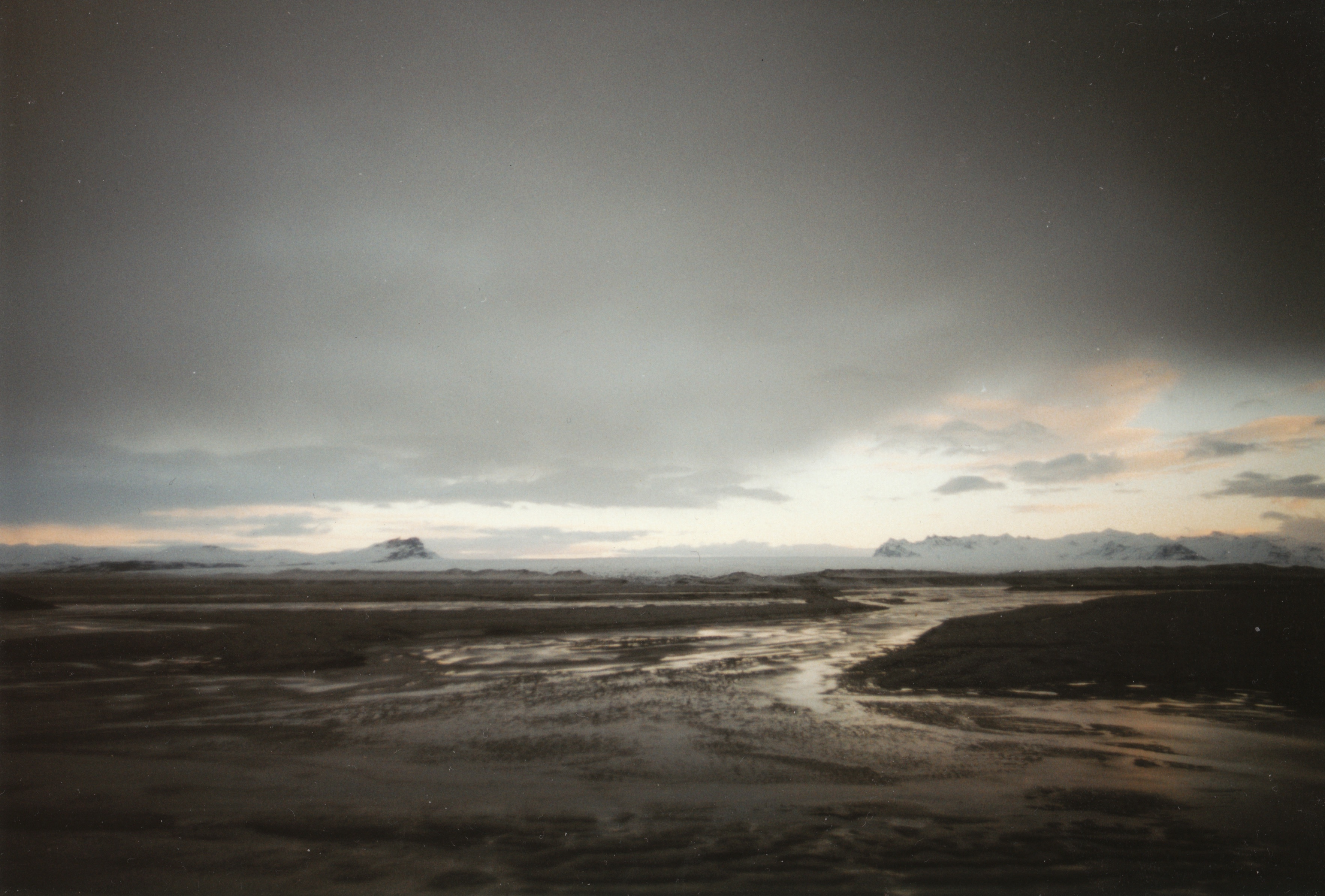
Sudul Islandei, lângă Drumul Inelar, privit către nord în timpul iernii lui 2001

### Geologia

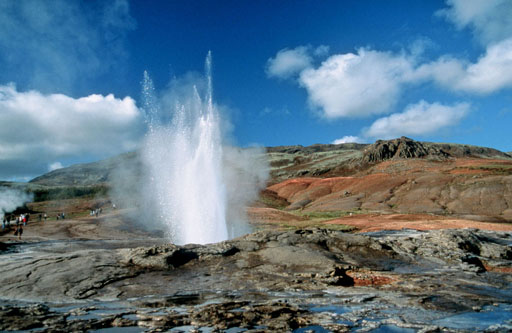
Geysir din valea en, izvor geotermal care a dat numele gheizerelor, cel mai vechi cunoscut în lume

Pământ foarte tânăr din punct de vedere geologic, Islanda se află atât pe punctul fierbinte islandez⁠(en)[traduceți] cât și pe Dorsala Atlantică, care trece chiar prin ea. Această poziție face ca insula să fie foarte activă din punct de vedere geologic, având numeroși vulcani activi, cei mai importanți fiind Hekla, Eldgjá⁠(en)[traduceți], Herðubreið⁠(en)[traduceți] și Eldfell⁠(en)[traduceți]. Erupția vulcanului Laki⁠(en)[traduceți] din 1783–1784 a dus la o foamete în care a murit o pătrime din populația insulei. Mai mult, acea erupție a produs nori de praf și ceață în aproape toată Europa și în părți din Asia și Africa timp de mai multe luni, afectând clima și din alte zone.
Islanda are numeroase gheizere, între care Geysir, de la care vine și cuvântul, dar și celebrul Strokkur, care erupe la fiecare 5–10 minute. După o fază de inactivitate, Geysir a reluat erupțiile după o serie de cutremure în 2000. Geysir și-a redus apoi însă din nou activitatea și erupe rar.
Fiind disponibilă energia geotermală pe scară largă, și prin exploatarea a numeroase râuri și cascade pentru energie hidroelectrică, majoritatea locuitorilor au acces la apă caldă, încălzire și electricitate ieftină. Insula este formată în principal din bazalturi, lave cu conținut redus de dioxid de siliciu, asociată vulcanismului efuziv⁠(en)[traduceți] care apare și în Hawaii. Islanda are însă o varietate de tipuri de vulcani, (compoziți și de fisură), mulți producând lave mai evoluate, cum ar fi riolitele și andezitele. Islanda are sute de vulcani, dintre care 30 de sisteme vulcanice sunt active.
Surtsey, una dintre cele mai tinere insule din lume, face parte din Islanda. Denumită după personajul mitologic Surt, ea s-a ridicat deasupra oceanului într-o serie de erupții vulcanice între 8 noiembrie 1963 și 5 iunie 1968. Doar cercetătorii care cercetează colonizarea noii insule de către viața de uscat au voie să viziteze insula.
La 21 martie 2010, vulcanul Eyjafjallajökull din sudul Islandei a erupt pentru prima oară după 1821, obligând 600 de oameni să-și părăsească locuințele. Alte erupții din 14 aprilie au obligat alte sute de oameni să-și părăsească locuințele. Norul de cenușă vulcanică a produs perturbări majore ale traficului aerian în întreaga Europă.

### Clima

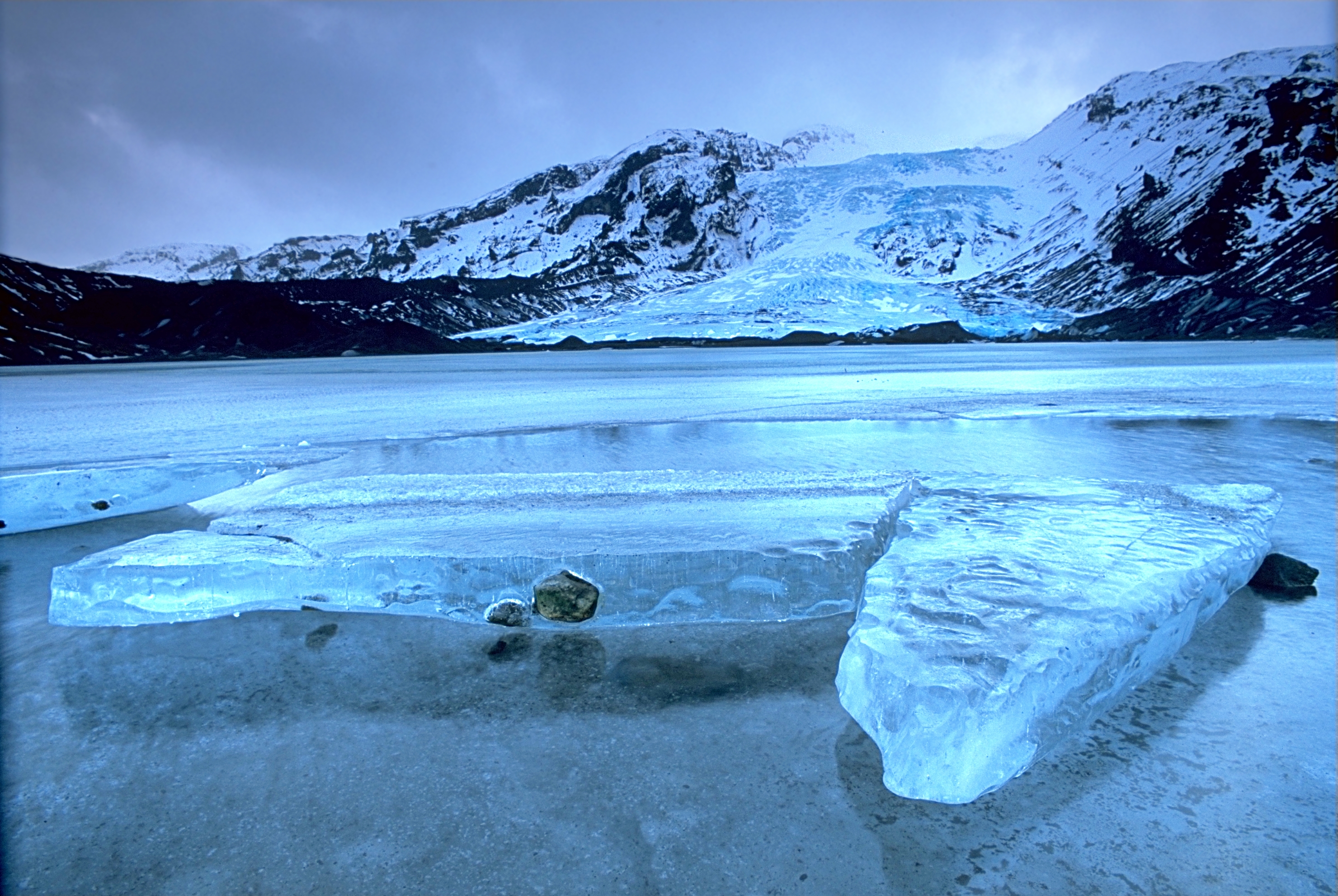
Ghețarul Eyjafjallajökull, unul dintre cei mai mici ghețari din Islanda

Clima zonelor de coastă ale Islandei este subpolară oceanică. Curentul Atlanticului de Nord asigură temperaturi medii anuale mai ridicate decât în majoritatea locurilor de la latitudini similare. Climă asemănătoare se întâlnește în Insulele Aleutine, în Peninsula Alaska și în Țara Focului, deși toate aceste regiuni sunt mai apropiate de Ecuator. În ciuda apropierii de zona arctică, coastele Islandei nu sunt blocate de gheață deloc pe timpul iernii. Incursiunile ghețurilor sunt rare, ultima fiind înregistrată pe coasta de nord în 1969.
Clima variază de la o zonă la alta a insulei. În general, coasta sudică este mai caldă, mai umedă și mai vântoasă decât nordul insulei. Înălțimile din centru sunt cele mai reci zone ale țării. Șesurile interioare din nord sunt cele mai aride. Iarna cade mai multă zăpadă în nord decât în sud.
Cea mai ridicată temperatură înregistrată vreodată a fost de 30,5 °C la 22 iunie 1939 la Teigarhorn pe coasta de sud-est. Cea mai scăzută a fost de −38 °C la 22 ianuarie 1918 la Grímsstaðir și la Möðrudalur în nord-est. Recordurile de temperatură pentru Reykjavík sunt de 26,2 °C la 30 iulie 2008, și de −24.5 °C la 21 ianuarie 1918.

### Biodiversitatea
Există circa 1.300 de specii de insecte cunoscute în Islanda, un număr mic comparativ cu al altor țări (în toată lumea au fost descrise peste un milion de specii). Singurul mamifer terestru indigen găsit de oameni la sosirea lor pe insulă a fost vulpea polară, sosită pe insulă la sfârșitul Erei Glaciare, mergând pe marea înghețată. În cazuri rare, vântul a adus pe insulă și lilieci, dar aceștia nu se pot înmulți aici. Urșii polari sosesc ocazional din Groenlanda, dar ei doar vizitează insula, neexistând o populație islandeză de urși polari. Nu există reptile sau amfibieni autohtoni.

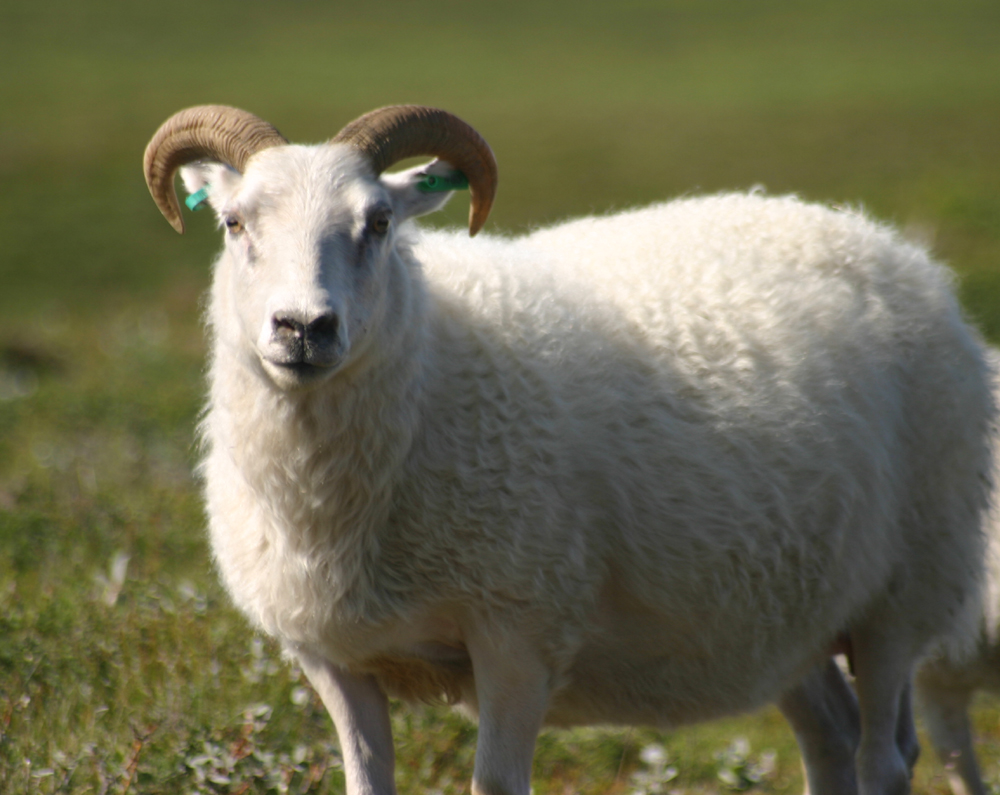
en

Din punct de vedere fitogeografic, Islanda aparține provinciei Arctice a regiunii Circumboreale⁠(en)[traduceți] din cadrul regatului Boreal. Circa trei sferturi din insulă sunt zone sterpe, fără vegetație; cea mai mare parte a plantelor o constituie iarba pășunilor consumată regulat de erbivorele domestice. Cel mai des întâlnit copac autohton din Islanda este mesteacănul nordic (Betula pubescens⁠(en)[traduceți]), care în trecut forma păduri ce acopereau mare parte din țară, alături de plopi tremurători, sorbi (Sorbus aucuparia), ienuperi și alți copaci mai mici, mai ales sălcii.
La începutul colonizării umane, insula era extensiv împădurită. La sfârșitul secolului al XII-lea, Íslendingabók⁠(en)[traduceți], Ari cel Înțelept, o descria ca „împădurită de pe munți până la țărmul mării”. Colonizarea umană permanentă a perturbat mult ecosistemul izolat de soluri vulcanice în strat subțire și biodiversitatea deja redusă. Pădurile au fost exploatate masiv de-a lungul secolelor pentru lemne de foc și cherestea. Despădurirea, deteriorarea climei în timpul Micii Ere Glaciare și pășunatul excesiv al turmelor de oi importate de coloniști au produs o pierdere critică de sol vegetal în urma eroziunii. Astăzi, multe ferme au fost abandonate. Trei sferturi din suta de mii de kilometri pătrați ai Islandei sunt afectați de eroziunea solului, dintre care optsprezece mii de kilometri pătrați atât de grav încât nu mai pot fi folosiți. Doar câteva mici crânguri de mesteceni mai există acum în rezervații izolate. Plantarea de noi păduri a crescut numărul de arbori, dar încă nu se compară cu pădurile de la început. Între pădurile plantate se numără și specii alogene. Cel mai înalt arbore din Islanda este un molid sitka⁠(en)[traduceți] plantat în 1949 la Kirkjubæjarklaustur; el a fost măsurat la 25,2 m înălțime în 2013.

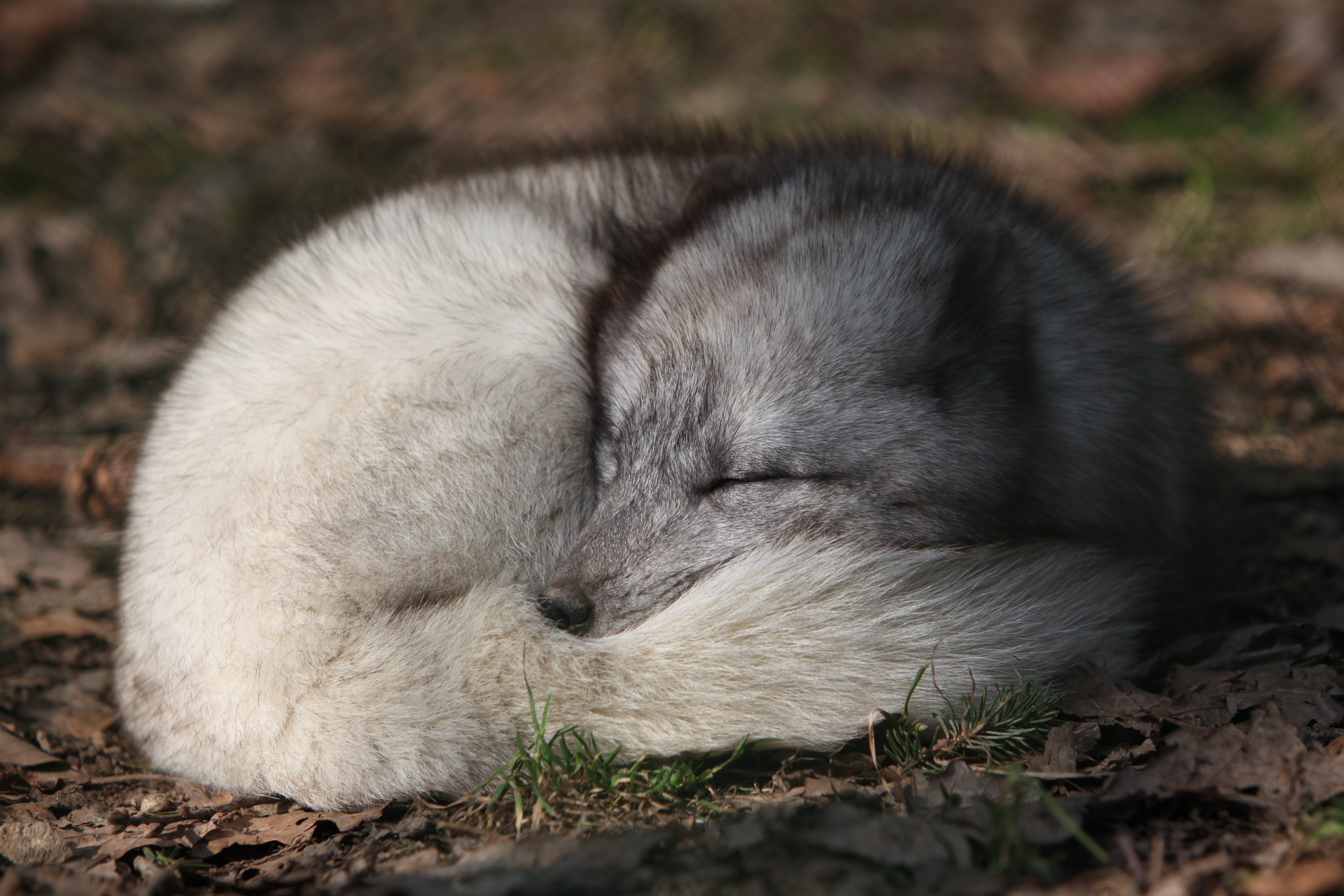
Vulpea polară este singurul mamifer autohton de uscat din Islanda și a fost singurul mamifer de uscat prezent aici înainte de sosirea omului

Între animalele Islandei se numără oaia⁠(en)[traduceți] și vaca islandeză⁠(en)[traduceți], găinile, caprele, caii, și ciobănescul islandez⁠(en)[traduceți], toate rase de animale domestice importate de Europeni. Între animalele sălbatice se numără vulpea polară, nurca, șoareci, șobolani, iepuri și reni. Urșii polari vizitează ocazional insula, călătorind pe iceberguri din Groenlanda. În iunie 2008, au sosit doi urși polari în aceeași lună. Între mamiferele marine din apele din jurul insulei se numără foca obișnuită (Phoca vitulina) și cea cenușie⁠(en)[traduceți] (Halichoerus grypus). În apele oceanului din jurul Islandei trăiesc numeroase specii de pești, industria pescuitului fiind o mare parte a economiei Islandei, ea reprezentând aproximativ jumătate din exporturile totale ale țării. Păsările, mai ales cele marine, sunt o parte importantă a ecosistemului islandez. Papagalii de mare, lupii de mare și pescărușii cu trei degete⁠(en)[traduceți] cuibăresc pe stâncile litoralului.
Vânătoarea comercială de balene se practică cu intermitențe împreună cu vânătoarea în scopuri științifice. Observarea balenelor a devenit o parte importantă a economiei Islandei începând cu 1997.

## Politică
Islanda are un sistem politic multipartit în dihotomie stânga-dreapta. În urma alegerilor legislative din 2013⁠(en)[traduceți], cele mai mari partide sunt Partidul Independenței⁠(en)[traduceți] (Sjálfstæðisflokkurinn), de centru-dreapta și Partidul Progresist⁠(en)[traduceți] (Framsóknarflokkurinn) de centru. Alte partide politice reprezentate în Althing sunt Alianța Social-Democrată⁠(en)[traduceți] (Samfylkingin) de centru-stânga, Mișcarea Verde-Stânga⁠(en)[traduceți] (Vinstrihreyfingin – grænt framboð), Viitorul Luminos⁠(en)[traduceți] (Björt framtíð), și Partidul Piraților din Islanda⁠(en)[traduceți] (Píratar). Există numeroase alte grupări mici la nivel local, dintre care majoritatea au candidați doar la alegerile locale din o singură comună.
Islanda a fost prima țară din lume în care s-a format un partid politic alcătuit și condus numai de femei. Denumit „Lista Femeilor” sau „Alianța Femeilor” (Kvennalistinn), el a apărut în 1983 cu scopul de a promova nevoile politice, economice și sociale ale femeilor. După ce a participat la alegerile legislative, Lista Femeilor a contribuit la creșterea numărului de femei parlamentar cu 15%. Deși s-a desființat în 1999, fuzionând cu Alianța Social-Democrată, el și-a lăsat amprenta asupra politicii islandeze: toate marile partide au o cotă minimă de 40% pentru femei, iar în 2009 aproape o treime din parlamentari erau femei, față de media globală de 16%.
În 2011, Islanda se clasa pe locul al doilea în lume la puterea instituțiilor democratice și pe locul al treisprezecelea la capitolul transparență a guvernării. Țara are un nivel ridicat de participare civică, cu prezență la vot de 81,4% la cele mai recente alegeri, față de media OCDE de 72%. Doar 50% dintre islandezi afirmă însă că au încredere în instituțiile politice, număr care se află puțin sub media OCDE de 56% (foarte probabil o consecință a scandalurilor politice din urma crizei financiare islandeze⁠(en)[traduceți]).

### Guvernarea

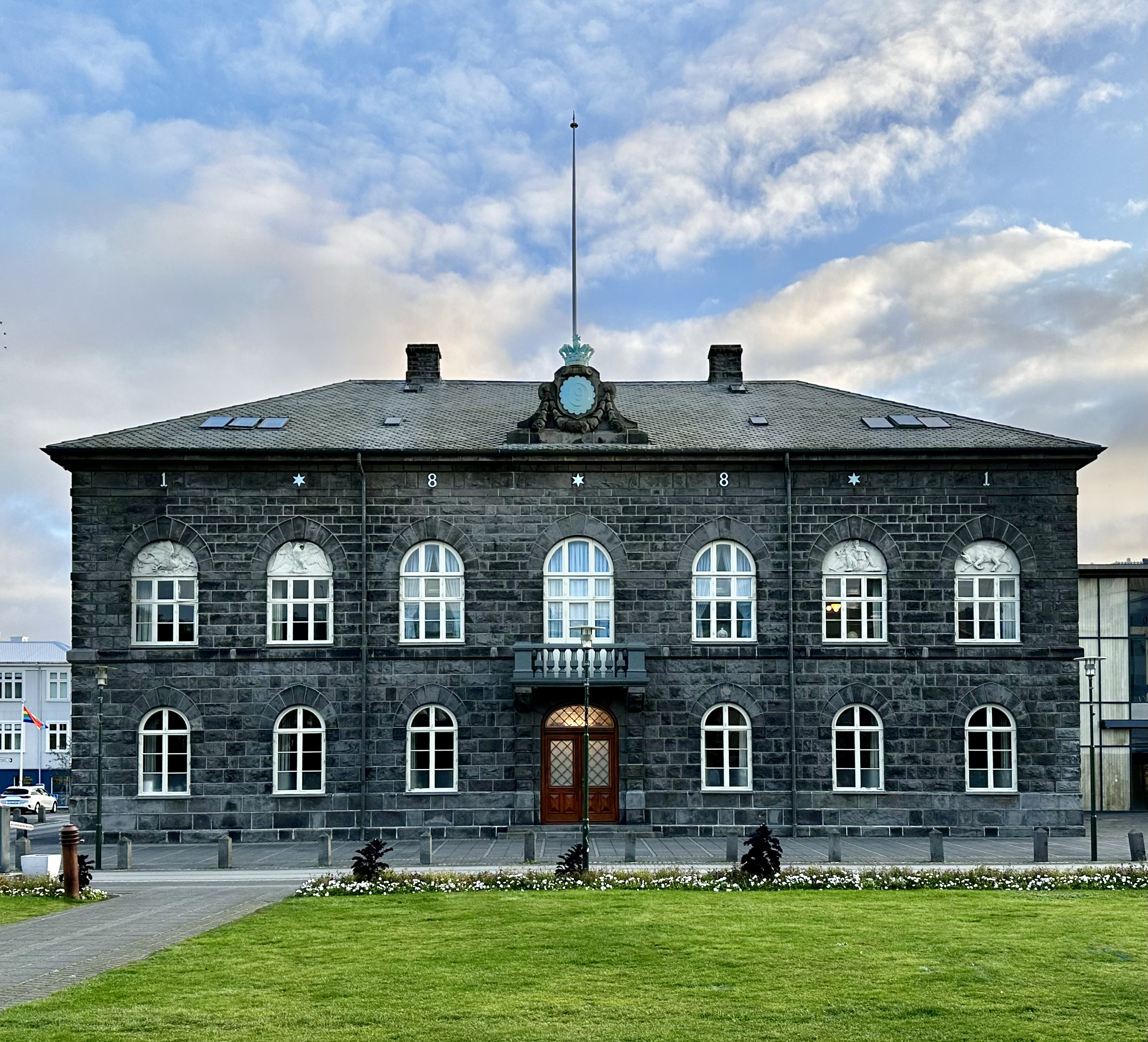
Parlamentul Islandei din Reykjavík

Islanda este o democrație reprezentativă și republică parlamentară. Parlamentul modern, Alþingi (scris și Althing în engleză și în alte limbi în care pronunția literei þ este neintuitivă), a fost înființat în 1845 drept organism consultativ pentru monarhul danez. El a fost la acea vreme văzut ca o reînființare a adunării formate în 930 în perioada Comunității⁠(en)[traduceți] și suspendat în 1799. În consecință „se poate spune că este cea mai veche democrație parlamentară din lume” Actualmente, Althingul unicameral are 63 de membri, aleși pe o perioadă maximă de patru ani. Președintele este ales prin vot direct pentru un mandat de patru ani, fără limită a numărului de mandate. Alegerile prezidențiale, legislative și locale se țin separat o dată la patru ani.

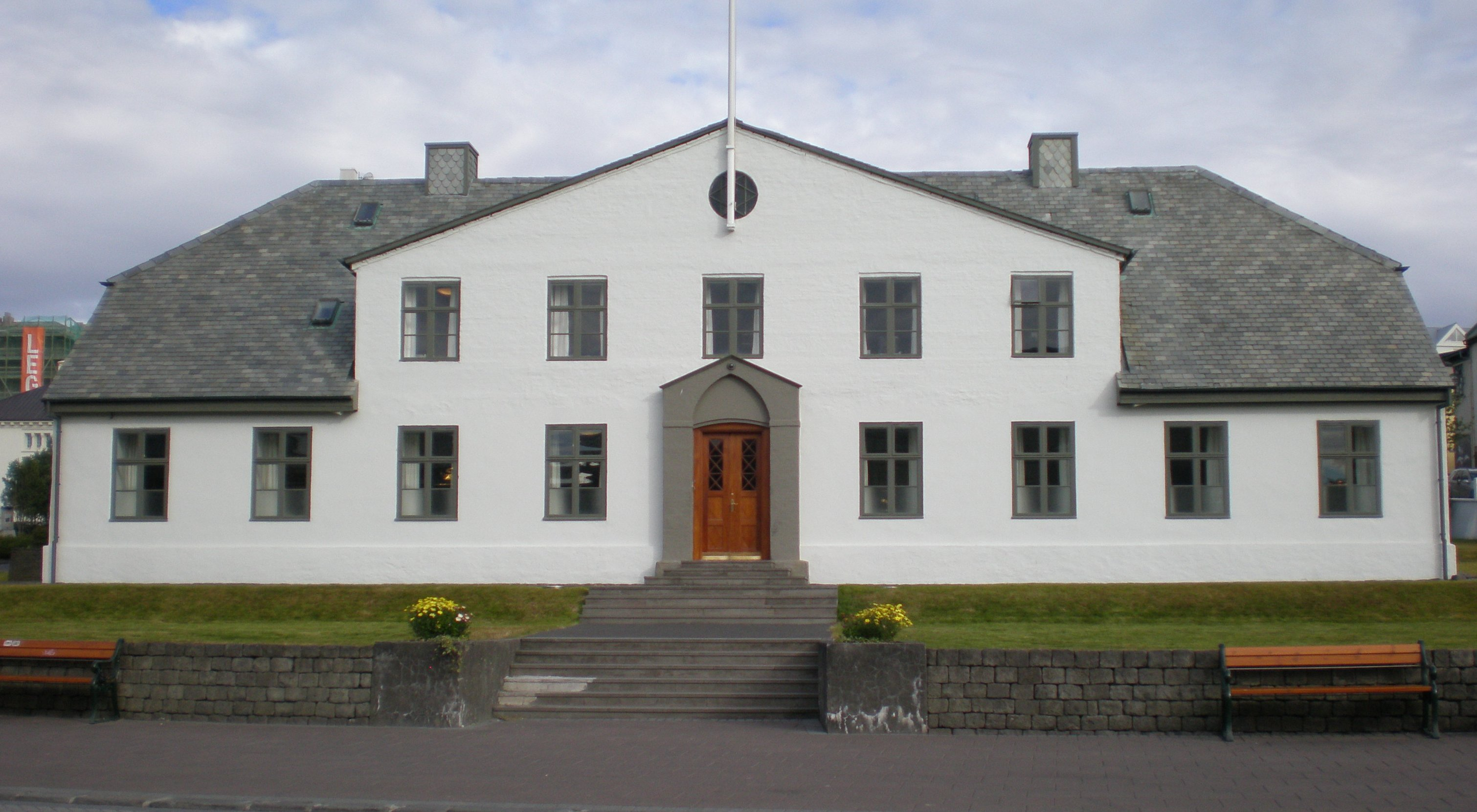
Sediul Guvernului Islandei și al biroului primului ministru

Președintele Islandei are rol mai degrabă ceremonial și diplomatic, dar are drept de veto asupra legilor votate de parlament, și le poate supune unui referendum național. Actualul președinte este Ólafur Ragnar Grímsson. Șeful guvernului este primul ministru (actualmente Sigmundur Davíð Gunnlaugsson⁠(en)[traduceți]) care, împreună cu Guvernul⁠(en)[traduceți], este responsabil de autoritatea executivă. Guvernul este numit de președinte după alegerile legislative generale; această numire este de regulă negociată cu liderii partidelor politice, care hotărăsc între ei ce partide pot forma guvernul și cum să-și împartă funcțiile, pentru a avea susținere majoritară în Althing. Abia după ce liderii de partide ajung la o concluzie între ei, sau după ce trece o perioadă de timp rezonabilă, președintele își exercită această putere și numește personal guvernul. Președintele nu a acționat unilateral în formarea guvernului niciodată de la formarea republicii în 1944, dar în 1942 regentul Sveinn Björnsson⁠(en)[traduceți], care fusese pus în această funcție de către Althing în 1941, a numit un guvern neparlamentar. Regentul avea la acea dată toate atribuțiile actuale ale unui președinte și Sveinn avea să devină primul președinte al țării în 1944.
Guvernele Islandei au fost dintotdeauna guverne de coaliție, cu două sau mai multe partide, niciun partid politic neobținând vreodată o majoritate în Althing în perioada republicană. Limitele puterii politice deținute de președinte este subiect de dispută între politologii islandezi; unele stipulări ale constituției par să dea președintelui puteri importante, dar alte stipulări și tradiții politice sugerează altceva. În 1980, islandezii au ales-o președinte pe Vigdís Finnbogadóttir, prima femeie din lume aleasă în funcția de șef de stat prin vot popular direct. Ea s-a retras din funcție în 1996. În 2009, Islanda a devenit prima țară din lume al cărui șef de guvern este homosexual recunoscut, atunci când Jóhanna Sigurðardóttir a devenit prim ministru.

### Împărțirea administrativă
Islanda este împărțită în regiuni, circumscripții și comune. Există opt regiuni utilizate în principal în scopuri statistice; jurisdicțiile tribunalelor districtuale folosesc și ele o versiune mai veche a împărțirii pe regiuni. Până în 2003, circumscripțiile pentru alegerile legislative erau aceleași cu regiunile, dar printr-un amendament la Constituție, ele au fost modificate la forma actuală, cu șase circumscripții⁠(en)[traduceți]:
- Reykjavík Nord și Reykjavík Sud (regiuni ale orașului);
- Sud-Vest (patru zone urbane necontigue din jurul Reykjavíkului);
- Nord-Vest și Nord-Est (jumătatea nordică a Islandei, împărțită în două); și
- Sud (jumătatea sudică a Islandei, excluzând Reykjavíkul și suburbiile lui).

Această modificare a fost făcută pentru a echilibra ponderea diferitelor unități administrative ale țării, întrucât în trecut un vot dat într-o zonă mai rarefiat populată a țării avea o greutate mai mare decât unul dat în orașul Reykjavík. Noul sistem a redus, dar nu a eliminat total acest dezechilibru.
În Islanda există 74 de comune care se ocupă de administrația locală, atribuțiile lor fiind în domenii ca școlile, transportul și zonarea. Acestea sunt de fapt diviziunile Islandei de nivelul al doilea, întrucât circumscripțiile nu sunt utilizate decât la alegeri și în scopuri statistice. Reykjavík este de departe cea mai populată comună, fiind de circa patru ori mai mare decât Kópavogur, a doua ca mărime.

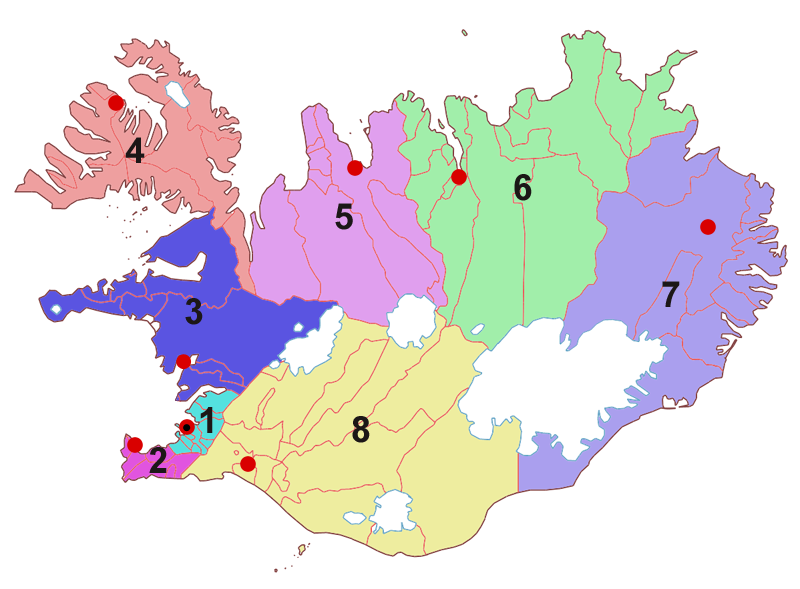
en
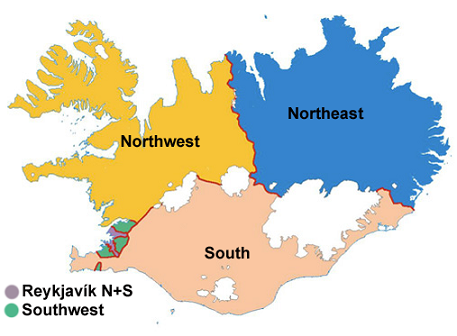
en
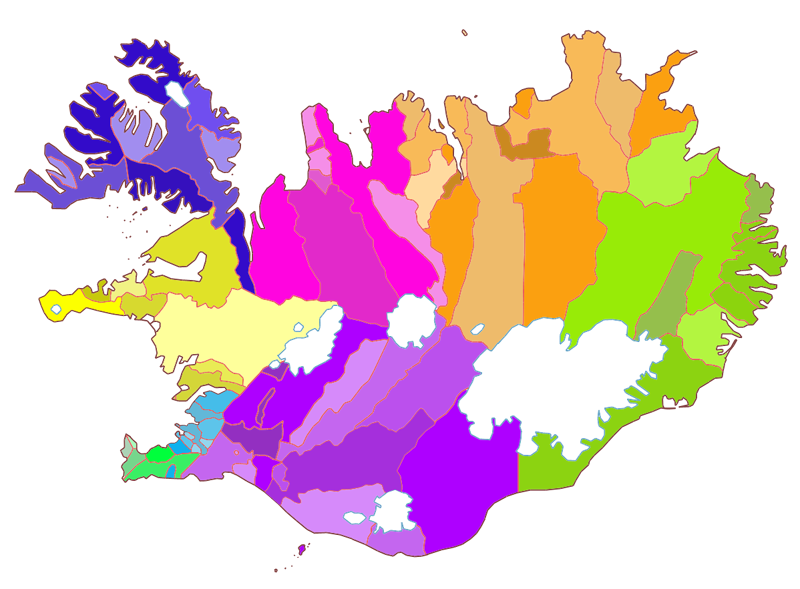
en

- Regiunile Islandei⁠(en)[traduceți]
- Circumscripțiile Islandei⁠(en)[traduceți]
- Comunele Islandei⁠(en)[traduceți]

### Relații externe

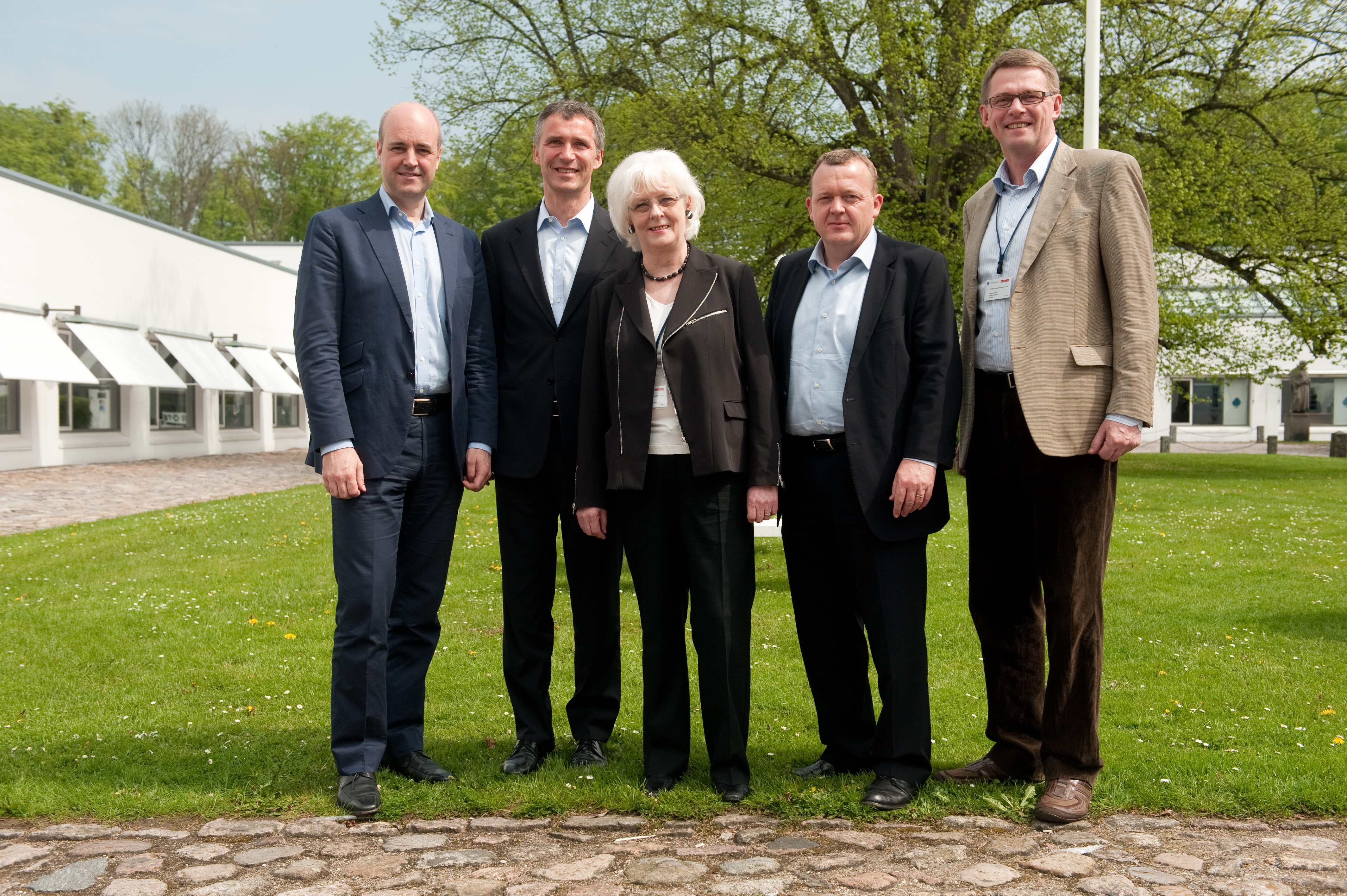
Prim-miniștrii nordici în 2010; în centru, șefa guvernului islandez de atunci, Jóhanna Sigurðardóttir

Islanda, țară membră ONU, NATO, EFTA și OCDE, întreține relații diplomatice și comerciale cu practic toate țările lumii, dar legăturile sale cu țările Nordice, cu Germania, cu Statele Unite, cu Canada și cu alte țări NATO sunt deosebit de apropiate. Istoric, datorită similitudinilor culturale, economice și lingvistice, Islanda este țară nordică, și participă la mecanisme de cooperare interguvernamentală prin Consiliul Nordic.
Islanda este membră a Zonei Economice Europene (EEA), ceea ce îi permite acces la piața unică a Uniunii Europene. Nu este însă membră a UE, dar în iulie 2009 parlamentul islandez, Althingul, a votat pentru a cere aderarea la UE și a depus oficial cererea la 17 iulie 2009. În 2013 însă, sondajele de opinie arătau că numeroși islandezi se opun aderării; după alegerile din 2013⁠(en)[traduceți], cele două partide ce au format noul guvern – Partidul Progresist de centru și Partidul Independenței, de dreapta — au anunțat că vor organiza un referendum pe tema aderării la UE.

### Armata
Islanda nu are o armată regulată. Forțele Aeriene ale SUA au menținut între patru și șase interceptoare la baza de la Keflavík⁠(en)[traduceți], până la retragerea lor la 30 septembrie 2006. Începând cu luna mai 2008, țările NATO au desfășurat periodic avioane de luptă pentru a patrula spațiul aerian islandez în cadrul misiunii Icelandic Air Policing⁠(en)[traduceți]. Islanda a susținut Invazia Irakului din 2003 în ciuda unor controverse în sânul opiniei publice, desfășurând în Irak o echipă de dezamorsare bombe a Pazei de Coastă⁠(en)[traduceți], înlocuită apoi de membri ai Unității de Răspuns Rapid la Crize. Islanda a participat și la conflictul actual din Afganistan și la bombardarea Iugoslaviei în 1999. În ciuda crizei financiare, prima navă nouă de patrulare⁠(en)[traduceți] în ultimele decenii a fost lansată la apă la 29 aprilie 2009.
Islandezii sunt mai ales mândri de rolul pe care l-au jucat prin găzduirea istoricului summit Reagan–Gorbaciov⁠(en)[traduceți] de la Reykjavík din 1986, care a pus bazele sfârșitului Războiului Rece. Principalele dispute internaționale în care a fost implicată Islanda de-a lungul istoriei sunt dezacorduri pe marginea drepturilor de pescuit. Un conflict cu Regatul Unit a dus la o serie de așa-numite „Războaie ale Morunului” în anii 1952–1956 pe tema extinderii zonei de pescuit a Islandei de la 3–4 mile marine, în 1958–61 la 12 mile marine, apoi din nou în 1972–73 la 50 mile marine; și în 1975–76 la 200 mile marine.
Conform Indicele Global al Păcii, Islanda este cea mai pașnică țară din lume, datorită lipsei forțelor armate, criminalității reduse, și nivelului ridicat de stabilitate socio-politică.

## Economie

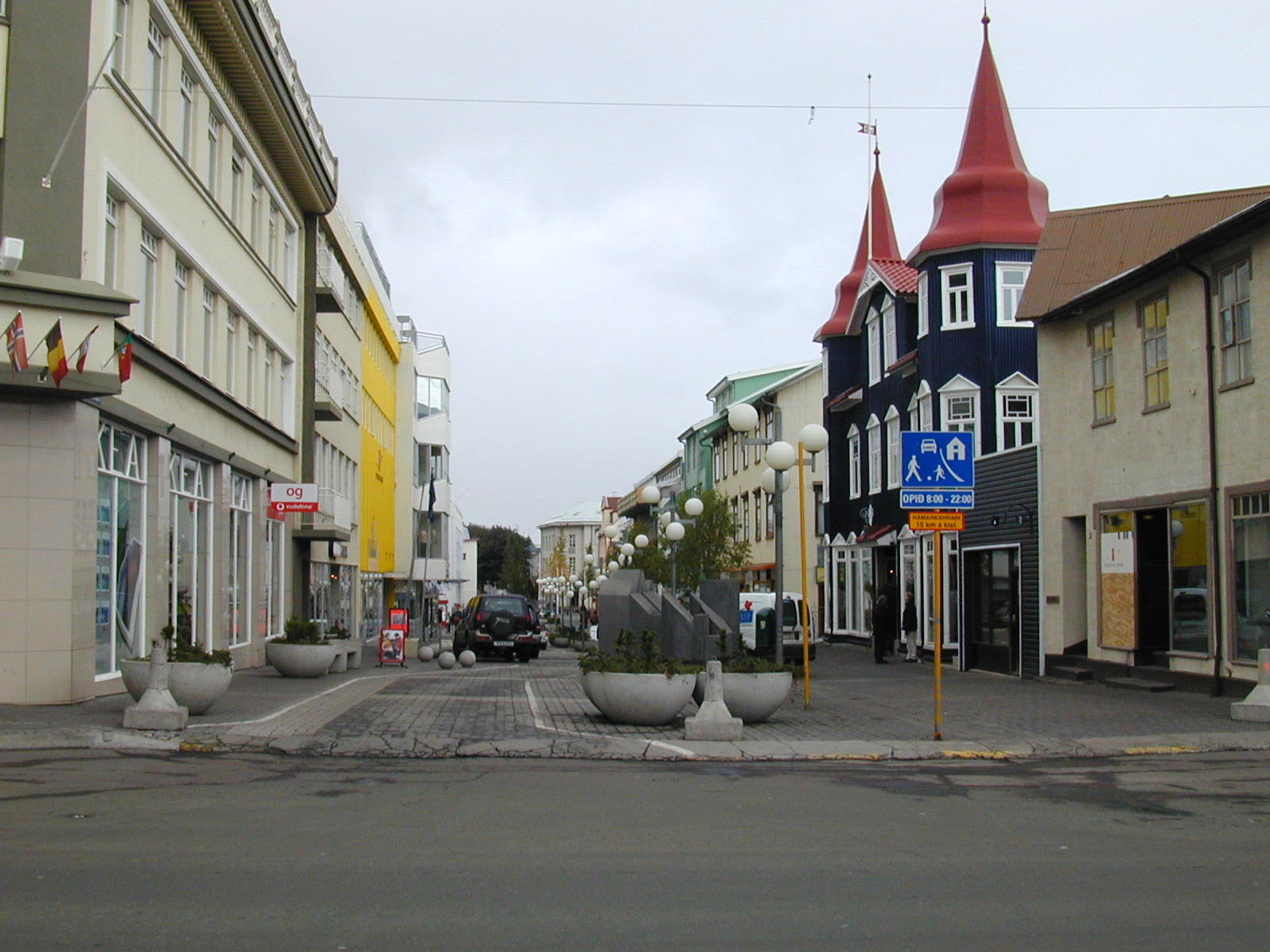
Akureyri este cel mai mare oraș din Islanda în afara regiunii Capitalei. Majoritatea satelor funcționează pe baza industriei pescuitului, care furnizează 40% din exporturile Islandei

În 2007, Islanda avea al șaptelea PIB pe cap de locuitor din lume în valoare absolută (54.858 de dolari) și al cincilea după PIB pe cap de locuitor ajustat după paritatea puterii de cumpărare (40.112 de dolari). Circa 85% din producția de energie primară din Islanda provine din surse regenerabile produse pe plan intern. Utilizarea abundentei de energie hidroelectrică și geotermală a făcut ca Islanda să fie cel mai mare producător de energie electrică din lume pe cap de locuitor. Ca urmare a angajamentului său în favoarea energiei regenerabile, Indicele Global al Economiei Verzi pe 2014 a pus Islanda între cele mai verzi 10 economii ale lumii.
Istoric, economia Islandei a depins mult de pescuit, care încă furnizează 40% din veniturile din exporturi și implică 7% din forța de muncă. Economia este vulnerabilă la scăderea efectivelor de pești și la scăderea prețurilor pe piața mondială a principalelor mărfuri de export: pește și produse din pește, aluminiu ferosiliciu. În trecut, a jucat un rol important și vânatul de balene. Islanda încă se bazează masiv pe pescuit, dar importanța acestei ramuri este în scădere, de la o pondere în cadrul exporturilor de 90% în anii 1960 la 40% în 2006.
Până în secolul al XX-lea, Islanda s-a aflat printre cele mai sărace țări din Europa de Vest. Actualmente, ea a devenit una dintre cele mai dezvoltate țări din lume. Creșterea economică puternică făcuse ca Islanda să se claseze pe primul loc după Indicele Dezvoltării Umane al ONU în 2007–2008, deși în 2011 indicele său a căzut pe locul al 14-lea în urma crizei economice. Chiar și așa, conform Economist Intelligence Index pe 2011, Islanda era pe locul 2 în lume la calitatea vieții. După coeficientul Gini, Islanda are și una dintre cele mai scăzute rate ale inegalității veniturilor din lume, și prin ajustarea pentru inegalitate, IDU-ul său urcă pe locul 5. Rata șomajului în Islanda a scăzut constant de la criză, 4,8% din forța de muncă fiind șomeră în iunie 2012, față de 6% în 2011 și 8,1% în 2010.
Numeroase partide politice rămân adversare aderării la UE, în principal din cauza îngrijorării islandezilor că ar putea pierde controlul asupra resurselor naturale (în special asupra reglementărilor pescuitului). Moneda națională a Islandei este coroana islandeză (ISK).
Un sondaj publicat în 5 martie 2010 de către Capacent Gallup a arătat că 31% dintre cei intervievați erau în favoarea adoptării monedei euro și 69% se opuneau.
Un alt sondaj din februarie 2012 arăta că 67,4% din islandezi ar respinge aderarea la UE într-un referendum.

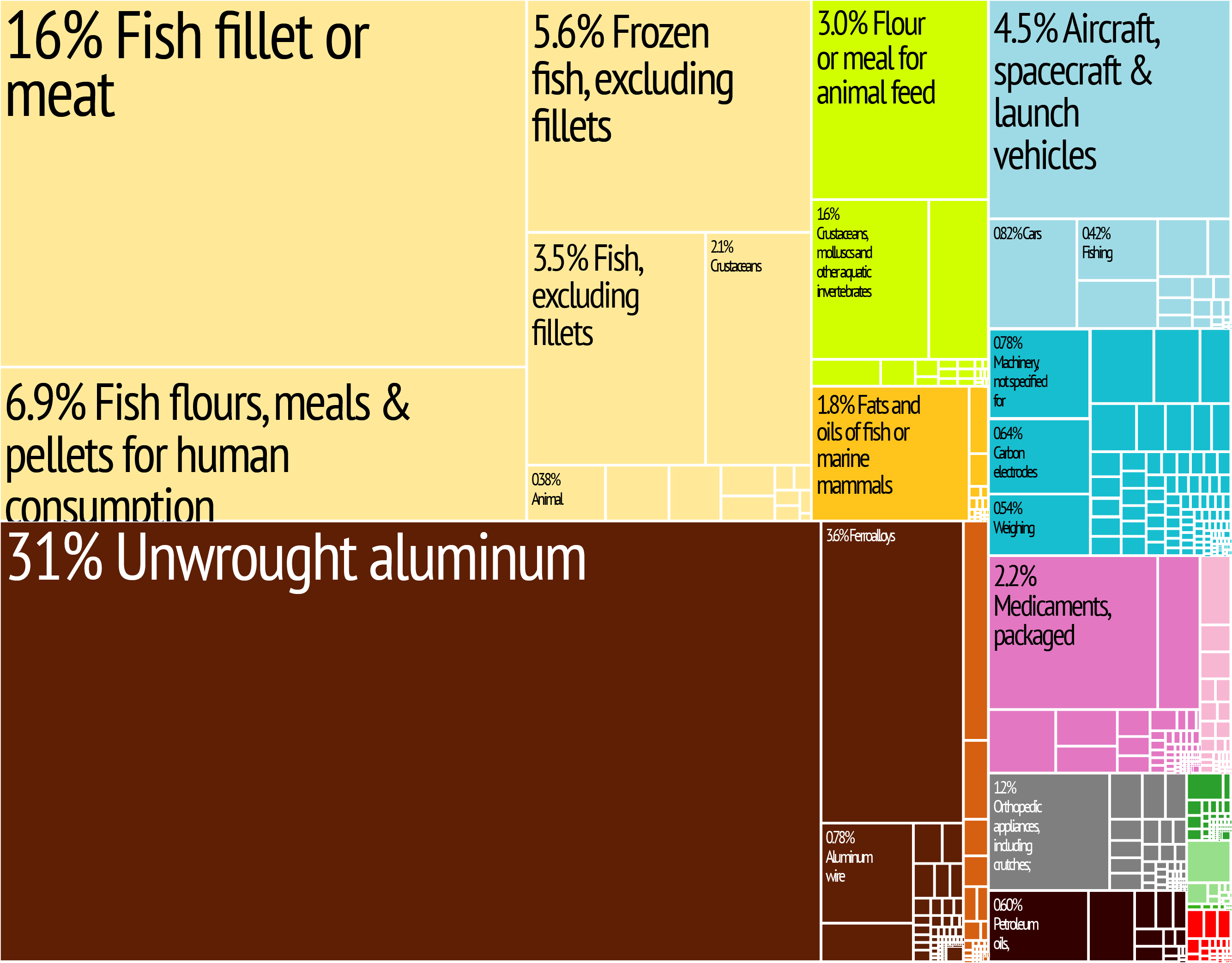
Grafic al exporturilor de mărfuri ale Islandei

Economia Islandei s-a diversificat în industrii producătoare și de servicii în ultimul deceniu, inclusiv cu dezvoltarea de software, biotehnologie și finanțe; industria înseamnă circa un sfert din activitatea economică, în timp ce serviciile înseamnă circa 70%. În ciuda hotărârii de a relua vânătoarea comercială de balene în 2006, sectorul turismului este în expansiune, mai ales în domeniul ecoturismului și al observării balenelor. În medie, Islanda primește circa 1,1 milioane de vizitatori anual, adică peste triplul populației permanente. Agricultura Islandei, care reprezintă 5,4% din PIB, constă în principal din cultivarea cartofilor, a legumelor verzi în sere, creșterea oilor pentru carne și lapte. Centrul financiar al țării este Borgartún⁠(en)[traduceți] din Reykjavík, unde își au sediul numeroase companii și trei bănci de investiții. Piața de acțiuni a Islandei, Iceland Stock Exchange (ISE), a fost înființată în 1985.
Island se clasează pe locul 27 conform Indicelui Libertății Economice pe 2012, mai jos decât în anii anteriori dar încă între cele mai libere din lume. În 2012, se afla pe locul 30 după Indicele Competitivității Globale al Forumului Economic Mondial, în urcare cu un loc față de 2011. Conform Indicelui Global al Inovației (INSEAD), Islanda este a 11-a cea mai inovatoare țară din lume. Spre deosebire de majoritatea țărilor Europei de Vest, Islanda are o cotă unică de impozitare de 22,75%. Combinată cu diferitele impozite locale, nivelul taxelor nu depășește 35,7%. Impozitul pe profit este o cotă unică de 18%, una dintre cele mai mici din lume. Există și o taxă pe valoarea adăugată, iar impozitul net pe avere a fost eliminat în 2006. Reglementările pieții muncii sunt relativ flexibile și piața muncii din Islanda este printre cele mai libere din lume. Drepturile de proprietate sunt puternic apărate și Islanda este una dintre puținele țări din lume în care ele se aplică și pescăriilor. Ca și alte state sociale, contribuabilii își plătesc unii altora diferite subvenții, volumul lor fiind mai scăzut decât în alte țări europene.
În ciuda taxelor reduse, nivelul de subvenționare a agriculturii este cel mai ridicat dintre țările OCDE și un potențial impediment pentru reforme structurale. Sănătatea și educația beneficiază de o finanțare relativ redusă în raport cu standardele OCDE, deși s-au ameliorat. Studul Economic al Islandei 2008 efectuat de OCDE a evidențiat problemele Islandei în raport cu macroeconomia și cu politica monetară. În primăvara lui 2008 a izbucnit o criză monetară, iar la 6 octombrie tranzacționarea în băncile islandeze a fost suspendată în timp ce guvernul s-a luptat să salveze economia. Ultima evaluare a OCDE a determinat că Islanda a făcut multe progrese în multe domenii, în special în crearea unei politici fiscale sustenabile și în reînsănătoșirea sectorului financiar; rămân însă probleme cu eficientizarea și sustenabilitatea pescuitului, precum și cu ameliorarea politicii monetare pentru a trata problema inflației. Datoria publică a Islandei rămânea în 2012 la nivelul a 120% din PIB, al zecelea din lume.

### Contracția economică
Islanda a fost lovită deosebit de greu de recesiunea globală începută în decembrie 2007, din cauza prăbușirii sistemului său bancar și criza economică ce a urmat. Înainte de prăbușirea celor mai mari trei bănci ale țării, Glitnir⁠(en)[traduceți], Landsbanki⁠(en)[traduceți] și Kaupthing⁠(en)[traduceți], datoria lor combinată depășea de circa șase ori produsul intern brut al țării, de 14 miliarde de euro (19 miliarde de dolari). În octombrie 2008, parlamentul islandez a adoptat legi de urgență pentru a minimiza impactul crizei financiare. Autoritatea de Supraveghere Financiară a Islandei a utilizat permisiunile acordate prin aceste legi pentru a prelua operațiunile interne ale celor trei mari bănci. Oficialii islandezi, inclusiv guvernatorul băncii centrale Davíð Oddsson⁠(d), au afirmat că statul nu intenționează să preia niciun activ sau datorie externă a acestor bănci. În schimb, au fost înființate noi bănci în jurul operațiunilor interne ale băncilor, cele vechi fiind lăsate să falimenteze.
La 28 octombrie 2008, guvernul islandez a ridicat ratele dobânzilor la 18% (ulterior, până în august 2010, ele aveau să scadă la 7%), mișcare la care a fost forțat parțial de termenii contractării unui împrumut de la Fondul Monetar Internațional (FMI). După această creștere bruscă a dobânzii de referință, a fost reluată tranzacționarea coroanei islandeze pe piața monetară, la un curs de circa 250 de coroane pentru un euro, o valoare a monedei naționale de peste trei ori mai mică decât rata de 70 de coroane pentru un euro care a existat în 2008, și o scădere importantă și față de rata de 150 de coroane pentru un euro cu care se tranzacțional în săptămâna anterioară. La 20 noiembrie 2008, țările nordice au acceptat să împrumute Islandei 2,5 miliarde de dolari.
La 26 ianuarie 2009, guvernul de coaliție a căzut din cauza controverselor pe tema soluțiilor găsite de el pentru criza financiară. Un nou guvern de stânga a fost format săptămâna următoare și acesta l-a demis imediat pe guvernatorul Băncii Centrale Davíð Oddsson și pe consilierii săi prin modificări legislative. Davíð a fost demis la 26 februarie 2009 în urma protestelor ținute în fața Băncii Centrale.
Mii de islandezi au părăsit țara după această prăbușire, mulți dintre ei mutându-se în Norvegia. În 2005, 293 de persoane se mutaseră din Islanda în Norvegia; în 2009, numărul era de 1.625. În aprilie 2010, Comisia Specială de Anchetă a Parlamentului Islandei a publicat rezultatele unei investigații, dezvăluind fapte de fraudă ce au agravat criza.
La referendumul din martie 2010, 93% au votat împotriva returnării datoriei.
Guvernul a lansat procese civile și penale împotriva celor responsabili de criza financiară.
După aceasta, cetățenii au ales 25 de locuitori dintre 522 de adulți ce nu făceau parte din niciun partid politic, dar recomandați de cel puțin 30 de alți cetățeni pentru a rescrie constituția.
Acest document nu a fost rezultatul muncii politicienilor, ci a fost scris pe internet.
Până în iunie 2012, Landsbanki a reușit să plătească circa jumătate din datoria Icesave.
Conform Bloomberg, Islanda se află pe traiectoria de șomaj 2% ca urmare a deciziilor de gestionare a crizei luate în 2008, inclusiv cea de a permite falimentul băncilor.

### Transport

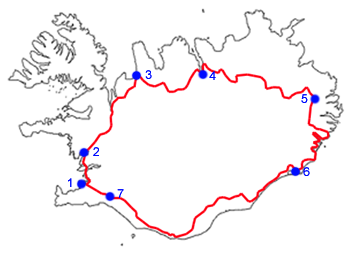
Șoseaua Inelară a Islandei și orașele pe care le traversează: 1. Reykjavík, 2., 3., 4. Akureyri, 5., 6., 7. en

Islanda are un nivel foarte ridicat de deținere de autovehicule pe cap de locuitor, cu un autovhicul la fiecare 1,5 locuitori; aceasta este principalul mijloc de transport. Islanda are circa 13.034 km de drumuri în administrare, dintre care 4.617 km sunt asfaltate. Multe drumuri rămân neasfaltate, mai ales drumurile rurale mai nefolosite. Limitele de viteză sunt de 50 km/h în localități, 80 km/h pe drumurile de pământ și 90 km/h pe cele asfaltate. În Islanda nu există căi ferate.
Șoseaua 1, sau „Drumul Inelar” (în islandeză, Þjóðvegur 1 sau Hringvegur), a fost terminată în 1974, și este un drum principal ce face turul Islandei, legând toate zonele locuite ale insulei, interiorul fiind nelocuit. Acest drum asfaltat are 1.337 km cu o bandă pe sens, cu excepția zonelor adiacente marilor orașe și a interiorului tunelului Hvalfjörður⁠(en)[traduceți] (unde se și plătește o taxă) unde sunt mai multe benzi. Multe poduri, mai ales în nord și în est, sunt cu o singură bandă și făcute din lemn și/sau metal.
Principalul element de infrastructură pentru transport internațional este Aeroportul Internațional Keflavík, care deservește Reykjavíkul și toată țara. El se află la 48 km vest de Reykjavík. Zborurile interne, către Groenlanda și către Insulele Feroe, precum și zborurile de afaceri aterizează și decolează în principal pe Aeroportul Reykjavík, aflat în centrul orașului. În Islanda există 103 aeroporturi și aerodromuri înregistrate; majoritatea sunt aerodromuri neasfaltate aflate în zone rurale. Cel mai mare aeroport din Islanda este Keflavík, iar cel mai mare aerodrom este cel de la Geitamelur, având patru piste și aflându-se la circa 100 km est de Reykjavík, fiind dedicat exclusiv planoarelor. Mai multe companii internaționale întrețin zboruri regulate în și din Islanda.

### Energie

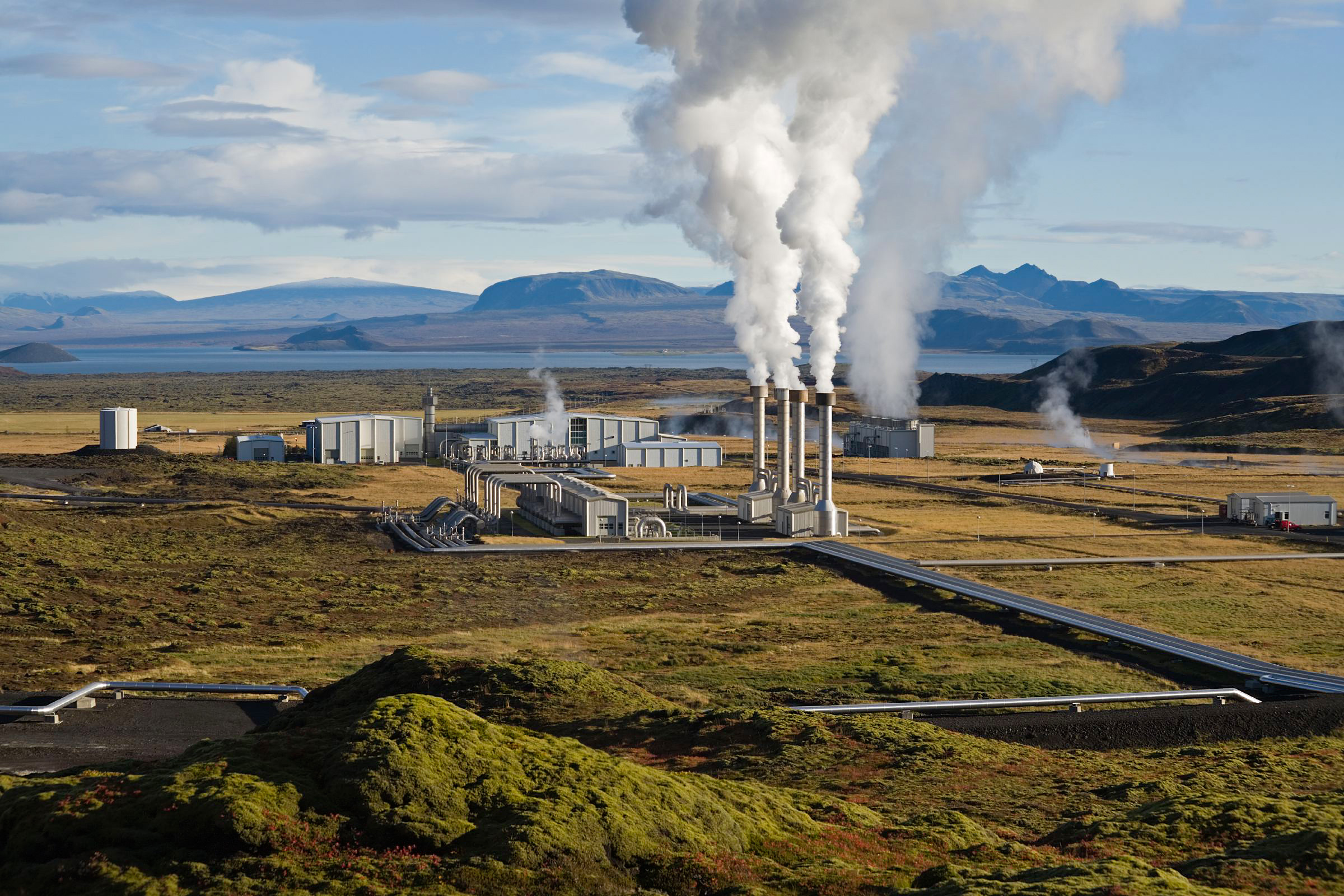
en furnizează necesarul de apă caldă și electricitate al regiunii Capitalei. Practic toată energia electrică folosită în Islanda provine din resurse regenerabile.

Sursele regenerabile de energie—geotermale și hidroelectrică—furnizează practic tot necesarul de electricitate al Islandei și circa 85% din consumul primar total de energie, restul constând în mare parte din produse petroliere de import, utilizate în transport și de către flota de pescuit. Islanda se așteaptă să fie independentă energetic până în 2050. Cele mai mari centrale geotermale din Islanda sunt Hellisheiði⁠(en)[traduceți] și Nesjavellir⁠(en)[traduceți], iar Kárahnjúkar⁠(en)[traduceți] este cea mai mare hidrocentrală. Când a fost deschisă Kárahnjúkavirkjun, Islanda a devenit cel mai mare producător de energie electrică pe cap de locuitor din lume.
Islandezii emiteau 6.29 tone de CO2 în 2009, ca echivalent de gaze de seră pe cap de locuitor. Este una dintre puținele țări în care benzinăriile distribuie combustibil pentru vehicule pe hidrogen, și una dintre puținele țări capabile să producă hidrogen în cantităi adecvate cu cost rezonabil, datorită abundenței de surse regenerabile de energie.
La 22 ianuarie 2009, Islanda a anunțat acordarea primelor licențe de explorare și extracție a zăcămintelor de hidrocarburi în ocean într-o regiune la nord-est de Islanda, denumită „zina Dreki”. Au fost acordate două licențe de explorare.
În 2012, guvernul Islandei a intrat în negocieri cu cel britanic privind posibilitatea construirii unei legături electrice de înaltă tensiune în curent continuu între cele două țări. Un asemenea cablu ar furniza Islandei acces la o piață pe care prețurile la electricitate sunt în general mult mai mari decât în Islanda. Datorită considerabilelor resurse de energie regenerabilă, mai ales geotermală și hidroelectrică, majoritatea au potențialul neexplorat și neutilizat, în parte fiindcă nu există cerere suficientă pe piața internă pentru o capacitate de generare atât de mare, dar Regatul Unit este interesat de importul de energie ieftină din surse regenerabile, iar aceasta ar putea duce la dezvoltarea altor proiecte de exploatare a energiei.

### Educație și știință
Ministerul Educației, Științei și Culturii⁠(en)[traduceți] este responsabil de politicile și metodele utilizate de școli, el publicând îndrumarele naționale pentru curriculum. Grădinițele, școlile primare și gimnaziale sunt însă finanțate de administrația locală. Guvernul permite cetățenilor să-și educe copiii acasă, dar sub un număr de cerințe stricte. Elevii trebuie să învețe curriculumul stabilit de guvern, iar părintele care se ocupă de educație trebuie să obțină un certificat pedagogic aprobat de guvern.

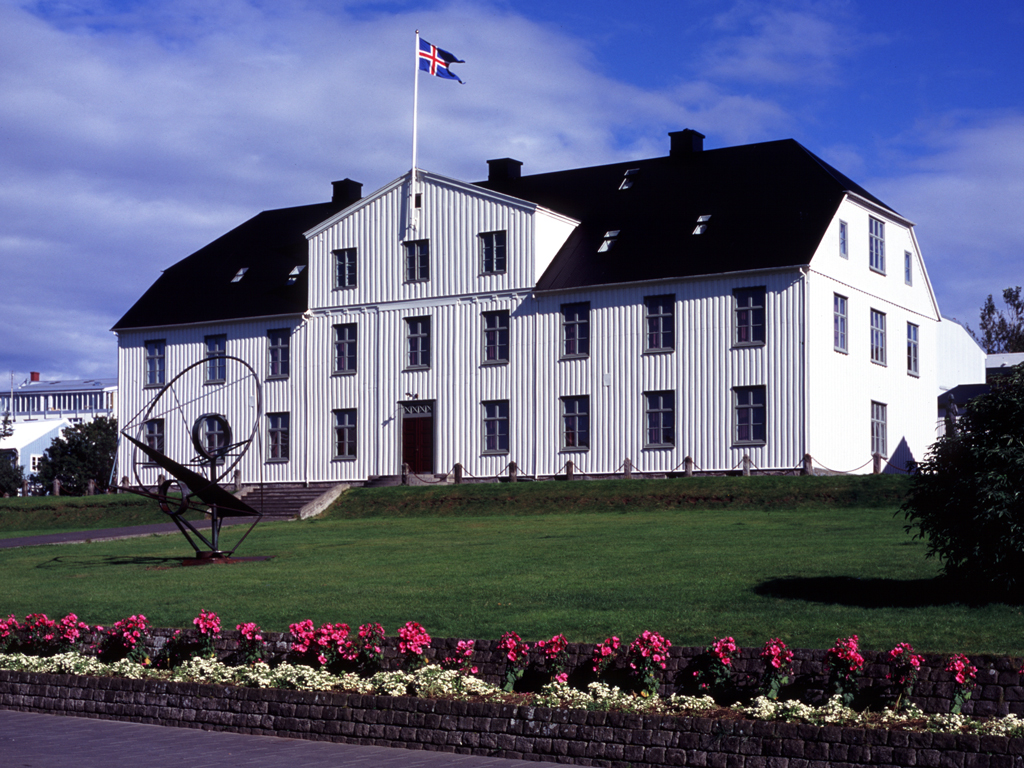
Colegiul Junior Reykjavík ('), aflat în centrul Reykjavíkului, este cel mai vechi gimnaziu din Islanda

Grădinițele, sau leikskóli, nu sunt obligatorii, la ele participând copii de până la 6 ani, fiind primul pas în sistemul de educație. Legislația actuală privind grădinițele a fost adoptată în 1994. Ele se ocupă și de asigurarea tranziției către învățământul obligatoriu.
Educația elementară, sau grunnskóli, cuprinde ciclul primar și cel gimnazial, care se desfășoară adesea în aceeași instituție. Educația este obligatorie prin lege pentru copiii între 6 și 16 ani. Anul școlar durează nouă luni, începând între 21 august și 1 septembrie, și terminându-se între 31 mai și 10 iunie. Numărul minim de zile de școală era odată de 170, dar după semnarea unui contract colectiv de muncă pentru profesori, acesta a crescut la 180. Lecțiile se desfășoară cinci zile pe săptămână. Toate școlile publice au lecții obligatorii de religie creștină, dar ministrul educației poate acorda la cerere scutiri, dar informal și școlile permit elevilor să nu studieze religia.
Liceul, sau framhaldsskóli, urmează după ciclul gimnazial. Deși nu este obligatoriu, toți cei care au absolvit cursurile obligatorii se pot înscrie la liceu. Acest ciclu este guvernat de Legea Învățământului Secundar Superior din 1996. Toate școlile din Islanda sunt școli mixte. Cea mai mare instituție de învățământ superior este Universitatea Islandei⁠(en)[traduceți], cu campusul principal în centrul Reykjavíkului. Alte școli ce oferă educație superioară sunt Universitatea din Reykjavík⁠(en)[traduceți], Universitatea din Akureyri⁠(en)[traduceți], Universitatea Agricolă a Islandei⁠(en)[traduceți] și Universitatea Bifröst.
O evaluaare OCDE a constatat că 64% dintre islandezii cu vârste între 25 și 64 de ani dețin echivalentul unei diplome de absolvire a liceului, un număr sub media OCDE de 73%. Între persoanele cu vârste între 25 și 34 de ani, doar 69% au diplomă de liceu, mult sub media OCDE de 80%. Cu toate acestea, sistemul de educație din Islanda este considerat unul de calitate excelentă: Programul pentru Evaluarea Internațională a Studenților (PISA) îl clasează pe locul 16 după peformanțe, peste media OCDE. Elevii erau deosebit de bine pregătiți la citit și matematică.
Conform unui raport Eurostat din 2011 al Comisiei Europene, Islanda cheltuiește circa 3,11% din PIB pe cercetare și dezvoltare științifică, cu peste 1 punct procentual mai mult față de media UE de 2,03%, fixându-și ca țintă atingerea unei cote de 4% până în 2020. Un raport UNESCO din 2012 a constatat că din 72 de țări care cheltuiesc cel mai mult pe cercetare (100 miliarde de dolari sau mai mult), Islanda s-a clasat pe locul 9 după proporția din PIB, la egalitate cu Taiwan, Elveția și Germania, și în fața Franței, Regatului Unit și Canadei.

## Demografie

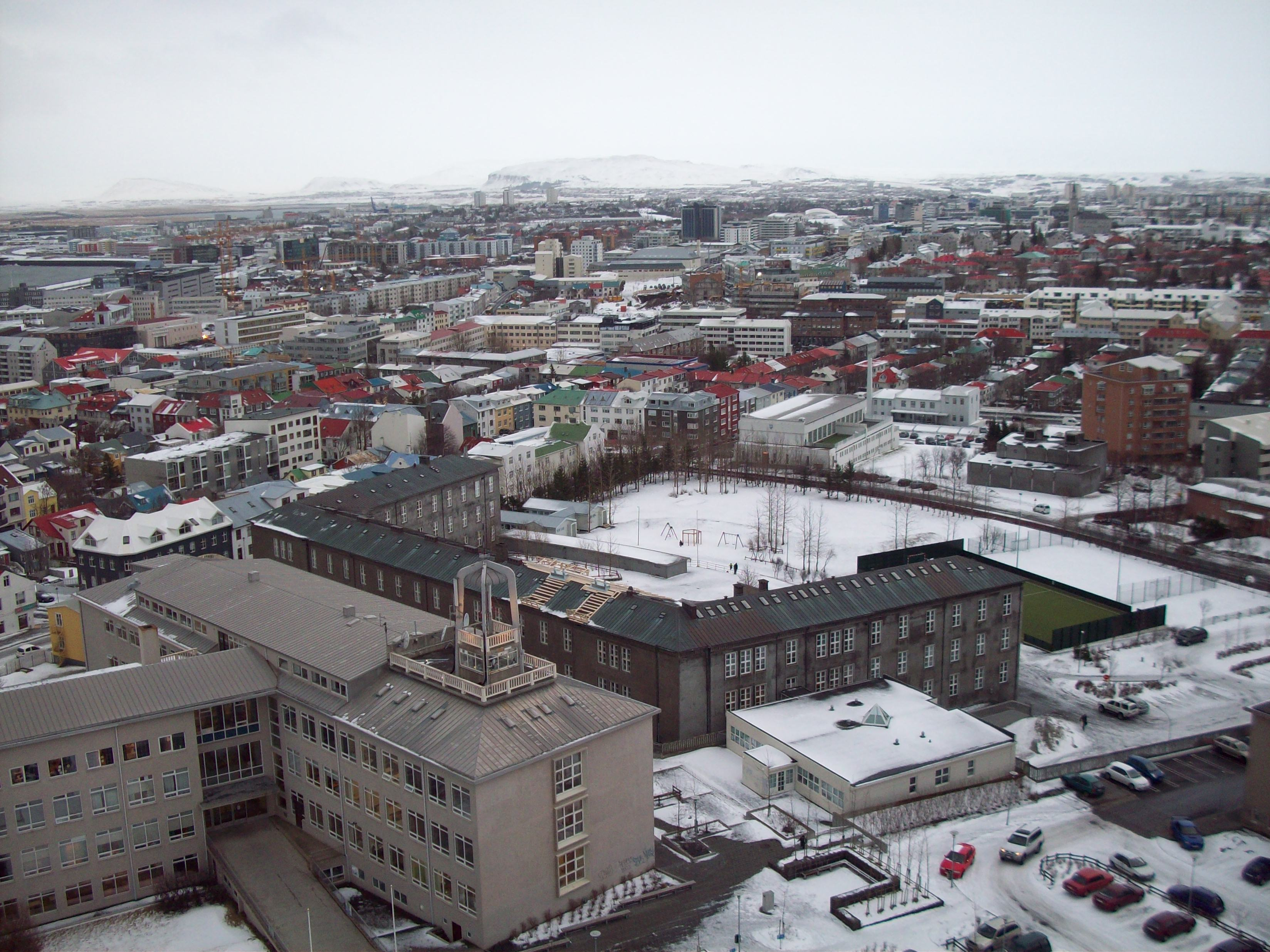
Reykjavík, cea mai mare zonă metropolitană din Islanda, care, cu o populație de 200.000 de locuitori, compune 64% din populația Islandei.

Populația inițială a Islandei era de origine nordică și celtică. Acest lucru este evident din dovezile literare care datează din perioada colonizării, precum și din studii științifice ulterioare, cum ar fi analizele genetice sau cele ale grupelor de sânge. Un astfel de studiu genetic a indicat că majoritatea bărbaților care au imigrat la început erau de origine nordică, în vreme ce majoritatea femeilor erau de origine celtică.
Islanda dispune de date genealogice extensive care datează de la sfârșitul secolului al XVII-lea, precum și date fragmentare care merg până în epoca colonizării. Compania biofarmaceutică DeCODE genetics⁠(d) a finanțat înființarea unei baze de date de genealogie care încearcă să acopere toți locuitorii cunoscuți ai Islandei, considerând că această bază de date, Íslendingabók, este o unealtă valoroasă pentru efectuarea de cercetări asupra bolilor genetice, dată fiind relativa izolare a populației islandeze.
Se crede că populația insulei a fluctuat între 40.000–60.000 în perioada dintre prima colonizare și mijlocul secolului al XIX-lea. În acea perioadă, iernile reci, depunerile de cenușă vulcanică și ciuma bubonică au afectat de mai multe ori numărul locuitorilor. Conform Bryson⁠(d) (1974), au existat 37 de ani de foamete în Islanda, în perioada dintre 1500 și 1804. Primul recensământ a fost efectuat în 1703 și din el a rezultat o populație de 50.358 de locuitori. După devastatoarele erupții ale vulcanului Laki în perioada 1783–84, populația a ajuns la un minim de circa 40.000. Îmbunătățirea condițiilor de viață a declanșat o creștere demografică rapidă începând cu mijlocul secolului al XIX-lea, de la circa 60.000 de locuitori în 1850 până la 320.160 în 2012.
| Proiecții ale populației viitoare a Islandei | Proiecții ale populației viitoare a Islandei | Proiecții ale populației viitoare a Islandei | Proiecții ale populației viitoare a Islandei |
| An                                           | Minim                                        | Mediu                                        | Maxim                                        |
| -------------------------------------------- | -------------------------------------------- | -------------------------------------------- | -------------------------------------------- |
| 2010                                         | 317.630                                      | 317.630                                      | 317.630                                      |
| 2015                                         | 324.524                                      | 325.015                                      | 325.483                                      |
| 2020                                         | 338.177                                      | 341.046                                      | 343.836                                      |
| 2025                                         | 349.863                                      | 356.790                                      | 363.847                                      |
| 2030                                         | 360.119                                      | 371.730                                      | 383.930                                      |
| 2035                                         | 368.846                                      | 385.626                                      | 403.593                                      |
| 2040                                         | 375.865                                      | 398.217                                      | 422.579                                      |
| 2045                                         | 380.957                                      | 409.389                                      | 440.851                                      |
| 2050                                         | 384.254                                      | 419.356                                      | 458.657                                      |
| 2055                                         | 385.991                                      | 428.323                                      | 476.255                                      |
| 2060                                         | 386.547                                      | 436.548                                      | 493.800                                      |
| Sursa: Statistics Iceland⁠(d)                 |                                              |                                              |                                              |

În decembrie 2007, 33.678 de persoane (13,5% din totalul populației) trăitoare în Islanda erau născute în străinătate, între aceștia numărându-se și copii ai unor părinți islandezi care trăiau în alte țări. 19.000 de oameni (6% din populație) dețin cetățenie a altei țări. Polonezii constituie, de departe, cea mai mare minoritate națională și încă mai formează majoritatea forței de muncă străine. Circa 8.000 de polonezi trăiesc astăzi în Islanda, dintre care 1.500 în Reyðarfjörður⁠(d), unde formează 75% din forța de muncă angajată la construcția uzinei de aluminiu Fjarðarál. Creșterea recentă a imigrației a fost pusă pe seama unei penurii de forță de muncă, penurie cauzată de creșterea puternică a economiei la acea vreme, în timp ce restricțiile asupra persoanelor din țările est-europene aderate la UE și Zona Economică Europeană în 2004 au fost ridicate. Mari proiecte de construcție în estul Islandei, cum ar fi Hidrocentrala Kárahnjúkar, au adus mulți oameni a căror ședere este, cel mai probabil, temporară. Mulți imigranți polonezi au plecat în 2008 din cauza crizei financiare din Islanda.
Colțul sud-vestic al Islandei este regiunea cu cea mai mare densitate a populației. Acolo se află capitala Reykjavík, cea mai nordică capitală din lume. Cele mai mari orașe din afara zonei metropolitane Reykjavík sunt Akureyri și Reykjanesbær, deși al doilea este relativ aproape de capitală.
Circa 500 de islandezi sub conducerea lui Erik cel Roșu au colonizat Groenlanda, amestecându-se cu locuitorii paleo-eskimoși la sfârșitul secolului al X-lea. Populația totală a atins un maxim de circa 5.000 și a dezvoltat instituții independente înainte de a dispărea în preajma anului 1500. Din Groenlanda, ei au lansat expediții de colonizare în Vinland, dar aceste tentative de colonizare a Americii de Nord au fost abandonate din cauza ostilității popoarelor indigene. Emigrația în Statele Unite și Canada a început în anii 1870. Astăzi, Canada are peste 88.000 de locuitori de origine islandeză. Există și peste 40.000 de americani de origine islandeză, așa cum arăta recensământul din SUA din 2000.

### Urbanizare
Cele mai mari zone urbane ale Islandei sunt:

### Limba
Limba oficială, scrisă și vorbită, a Islandei este islandeza, o limbă nord-germanică provenită din nordica veche. Ea a evoluat mai puțin față de această limbă decât orice altă limbă nordică, păstrând cel mai mult din inflexiunile verbale și substantivale, și a dezvoltat vocabular nou, în special, pe baza rădăcinilor autohtone, neîmprumutând din alte limbi. Rămâne singura limbă vorbită care mai păstrează runa Þ. Cea mai apropiată limbă de islandeză este feroeza. Limbajul islandez al semnelor a fost recunoscut oficial ca limbă minoritară în 2011. În educație, utilizarea sa în rândul comunității surdo-muților din Islanda este reglementată de Ghidul Național de Curriculum.
Engleza este vorbită de mulți locuitori ca a doua limbă. Daneza este și ea înțeleasă și vorbită. Studierea ambelor limbi este parte din curricula școlare obligatorii. Alte limbi străine vorbite de localnici sunt germana, norvegiana și suedeza. Daneza este mai des vorbită într-o formă ușor de înțeles pentru suedezi și norvegieni—fiind adesea denumită skandinavíska (scandinavă) în Islanda.
În loc de a folosi numele de familie, așa cum este obiceiul în toate țările Europei continentale și în insulele Britanice, islandezii folosesc patronimele sau matronimele. Acestea urmează numelui de botez al persoanelor, cum ar fi Elísabet Jónsdóttir („Elísabet, fiica lui Jón”) sau Ólafur Katrínarson („Ólafur, fiul lui Katrín”). În consecință, cartea de telefon din Islanda este organizată alfabetic după numele de botez.

### Sănătate
Islanda are un sistem sanitar universal administrat de Ministerul Protecției Sociale (în islandeză Velferðarráðuneytið) și finanțat în principal din taxe (85%) și în proporție mai mică prin coplată (15%). Spre deosebire de majoritatea țărilor dezvoltate, aici nu există spitale private, asigurările private fiind practic inexistente.
O parte considerabilă din bugetul guvernamental este atribuită sănătății, Islanda clasându-se pe locul 14 la cheltuieli cu sănătatea pe cap de locuitor. Per ansamblu, sistemul sanitar al țării este unul dintre cele mai performante din lume, fiind clasat pe locul 15 de către Organizația Mondială a Sănătății. Conform unui raport OCDE, Islanda dedică mult mai multe resurse sănătății decât majoritatea țărilor industrializate. În 2009, Islanda avea 3,7 medici la mia de locuitori (comparat cu o medie de 3,1 în țările OCDE) și 15,3 asistente medicale la mia de locuitori (față de media OCDE de 8,4).
Islandezii sunt printre cei mai sănătoși oameni din lume, 81% declarând că au o sănătate bună, conform unui sondaj al OCDE. Deși este o problemă în creștere, obezitatea nu este atât de răspândită ca în alte țări dezvoltate, mortalitatea infantilă este una dintre cele mai reduse din lume, și ponderea fumătorilor în totalul populației este sub media OCDE. Speranța de viață medie este de 81,8 ani (față de media OCDE de 79,5), pe locul 4 în lume.
În plus, Islanda are un nivel foarte scăzut de poluare, datorită utilizării masive de energie geotermală curată, densitatea demografică redusă, și un nivel ridicat de educație ecologică în rândul cetățenilor. Conform unei evaluări OCDE, cantitatea de material toxic din atmosferă este mult sub cea observată la alte țări industrializate.

### Religia

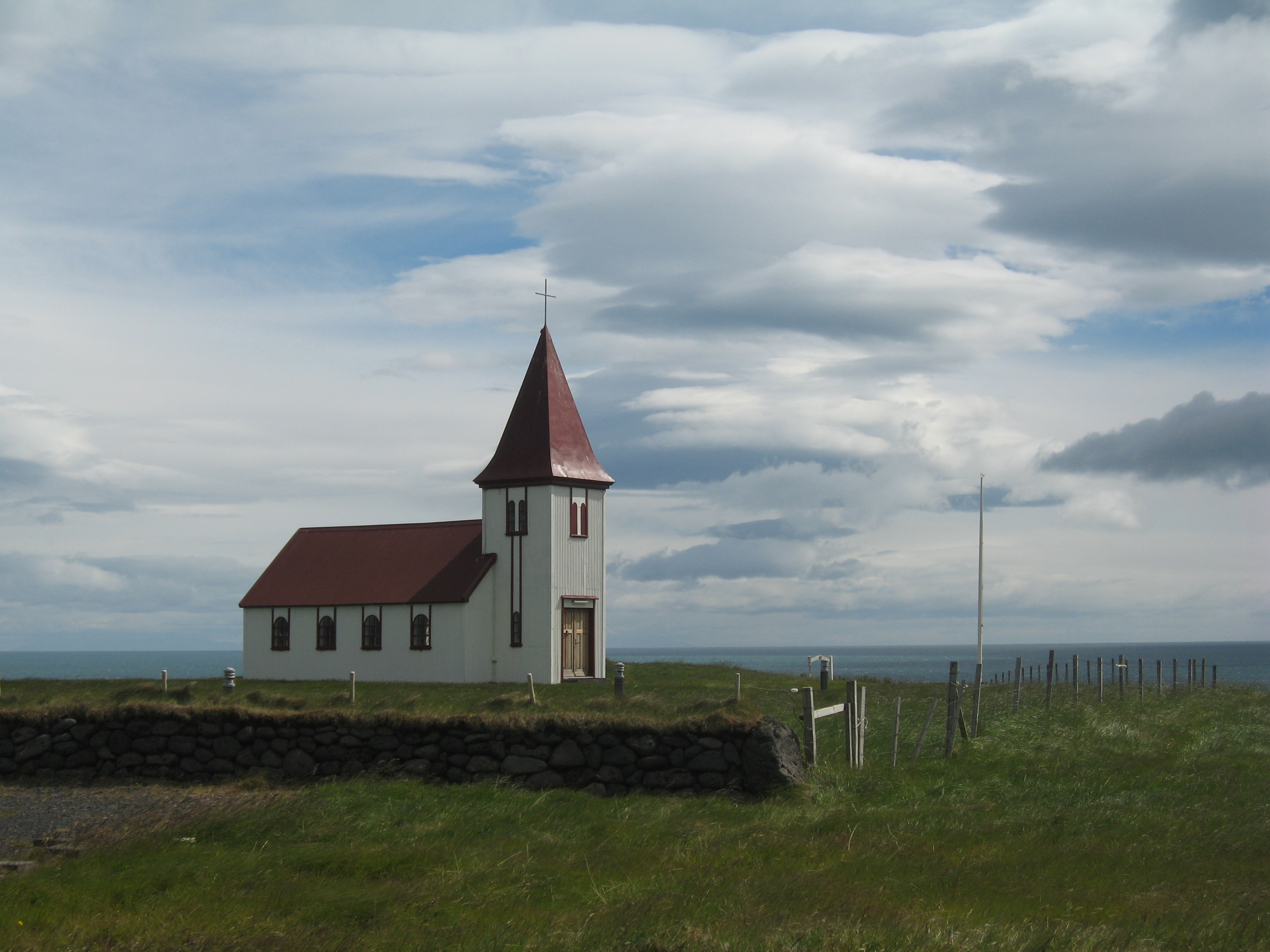
Biserică în satul Hellnar, în sudul peninsulei.

Islandezii se bucură de libertatea religiei, în conformitate cu constituția Islandei, deși Biserica Islandei, de cult luteran, este biserica statului. Registrul Național ține evidența afilierilor religioase ale fiecărui cetățean islandez. În 2023, islandezii erau împărțiți pe grupuri religioase după cum urmează:
- 58,6% — membri ai Bisericii Naționale a Islandei;
- 18,7% — membri ai organizațiilor religioase neînregistrate sau fără vreo afiliere înregistrată;
- 7,7% — înregistrați ca nefăcând parte din niciun grup;
- 4,5% — membri ai Bisericilor Luterane Libere din Reykjavík și Hafnarfjörður;
- 3,8% — membri ai Bisericii Romano-Catolice, Dioceza de Reykjavík.

Restul de 2,6% conține alte 20–25 de grupuri creștine, circa 4,1% făcând parte din organizații religioase necreștine. Există circa 100 de evrei în Islanda. Cea mai mare grupare necreștină este Ásatrúarfélagið⁠(d), un grup neopăgân.
Numărul practicanților este relativ scăzut, ca și în alte țări nordice. Statisticile de mai sus reprezintă numărul administrativ de membri ai organizațiilor religioase, ceea ce nu reflectă, în mod necesar, credințele populației Islandei. Conform unui studiu publicat în 2001, 23% din locuitori sunt atei sau agnostici.

## Cultură
Cultura islandeză își are rădăcinile în tradițiile germanice nordice. Literatura islandeză este una bine cunoscută, în special operele literare denumite saga și edda, scrise în Evul Mediu. Secolele de izolare au contribuit la izolarea culturii nordice de influențe externe; un exemplu evident este conservarea limbii islandeze, care rămâne cea mai apropiată de nordica veche dintre toate limbile scandinave moderne.
Spre deosebire de alte țări nordice, islandezii dau o importanță relativ mare independenței și autonomiei personale; într-un sondaj de opinie publică efectuat de Comisia Europeană, peste 85% dintre islandezi au considerat că independența este „foarte importantă”, față de 47% dintre norvegieni, 49% dintre danezi, și o medie de 53% în EU25. Islandezii au și o etică a muncii puternică, ei lucrând unul dintre cele mai mari numere de ore din toate țările industrializate.
Conform unui sondaj efectuat de OCDE, 66% dintre islandezi sunt mulțumiți de viețile lor, în timp ce 70% consideră că ele vor fi mulțumitoare în viitor. La fel, 83% dintre locuitorii Islandei au declarat că au, în medie zilnic, mai multe experiențe pozitive decât negative, față de media OCDE de 72%, ceea ce face ca Islanda să fie una dintre cele mai fericite țări ale OCDE. Un sondaj mai recent, din 2012, a constatat că circa trei sferturi dintre respondenți au afirmat că sunt mulțumiți cu viețile lor, față de media globală de 53%.
Islanda este o țară liberală în raport cu drepturile comunității LGBT. În 1996, parlamentul islandez a adoptat legi prin care e creat instituția parteneriatului înregistrat pentru cuplurile de același sex, parteneriat prin care se conferă toate drepturile conferite și de căsătoria civilă. În 2006, parlamentul a votat în unanimitate să acorde cuplurilor de același sex aceleași drepturi ca și cele heterosexuale la adopție, ca părinți și la tratamente cu inseminare asistată. La 11 iunie 2010, parlamentul islandez a amendat legea căsătoriei, făcând-o neutră și definind căsătoria ca fiind între două persoane, Islanda devenind una dintre primele țări din lume care a legalizat căsătoria între persoane de același sex. Legea a intrat în vigoare la 27 iunie 2010. Acest amendament a făcut și ca parteneriatele înregistrate să nu mai fie posibile, căsătoria rămânând singura opțiune—identic cu situația existentă pentru cuplurile de sexe opuse.
Islandezii sunt cunoscuți pentru simțul lor de apartenență la comunitate: un sondaj OCDE a găsit că 98% consideră că știu pe cineva pe care s-ar putea baza la nevoie, mai mare decât în orice altă țară industrializată. La fel, doar 6% au declarat că socializează „rar” sau „niciodată” cu alții. Acest nivel ridicat de coeziune socială este pus pe seama dimensiunii mici și omogenității populației, precum și pe seama lungii lupte pentru supraviețuire dusă de strămoșii islandezilor actuali într-un mediu izolat, ceea ce a întărit importanța unității și cooperării.
Egalitarismul este ținut la mare preț de islandezi, inegalitatea veniturilor fiind printre cele mai mici din lume. Constituția interzice explicit folosirea de privilegii, titluri și ranguri nobiliare. Toată lumea se adresează după numele de botez. Ca și în alte țări nordice, egalitatea între sexe este foarte ridicată; Islanda se clasează constant între cele mai bune 3 țări pentru femei.

### Literatura

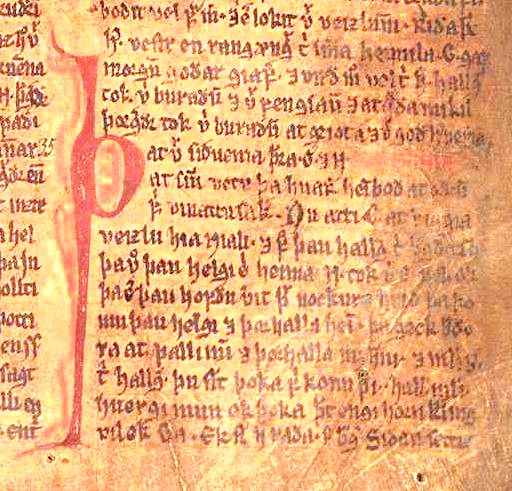
Pagină din en din en, parte importantă a moștenirii culturale islandeze

Cele mai celebre opere literare clasice islandeze sunt cele din Saga Islandezilor, opere epice în proză a căror acțiune este plasată în epoca colonizării Islandei. Printre cele mai celebre se numără Njáls saga⁠(en)[traduceți], despre o luptă între clanuri, și Saga Groenlandei⁠(en)[traduceți] și Eiríks saga⁠(en)[traduceți], care descrie descoperirea și colonizarea Groenlandei și Vinlandului (Newfoundlandul de astăzi). Egils saga⁠(en)[traduceți], Laxdæla saga⁠(en)[traduceți], Grettis saga⁠(en)[traduceți], Gísla saga⁠(en)[traduceți] și Gunnlaugs saga ormstungu⁠(en)[traduceți] sunt alte saga islandeze cunoscute.
O traducere a Bibliei a fost publicată în secolul al XVI-lea. Compoziții importante din secolele al XV-lea–al XIX-lea sunt verse religioase, cele mai cunoscute fiind Imnurile Patimilor⁠(en)[traduceți] de Hallgrímur Pétursson⁠(en)[traduceți], și rímur⁠(en)[traduceți], poeme epice în versuri. Cu originea în secolul al XIV-lea, rímur au fost populare în secolul al XIX-lea, când dezvoltarea noilor specii literare a fost provocată de influentul scriitor naționalist-romantic Jónas Hallgrímsson. În vremurile recente, Islanda a produs mulți scriitori mari, dintre care cel mai cunoscut este Halldór Laxness, laureat al Premiului Nobel pentru Literatură pe 1955 (singurul islandez care a primit un premiu Nobel). Steinn Steinarr⁠(en)[traduceți] a fost un poet modernist influent la începutul secolului al XX-lea.
Islandezii sunt avizi consumatori de literatură, având cele mai multe librării pe cap de locuitor din lume. La dimensiunea sa, Islanda importă și traduce mai multă literatură internațională decât orice altă țară. Ea are și cea mai mare rată de publicare a cărților și revistelor, și circa 10% din locuitori ajung să publice o carte în timpul vieții.

### Arte plastice
Redarea distinctivă a peisajului islandez de către pictorii autohtoni poate fi pusă în legătură cu naționalismul și cu mișcarea pentru autonomie și independență, foarte activă pe la mijlocul secolului al XIX-lea.
Pictura islandeză contemporană este de regulă considerată a fi început cu operele lui Þórarinn Þorláksson⁠(en)[traduceți] care, după o pregătire formală în domeniul artelor plastice primită în anii 1890s la Copenhaga, a revenit în țară pentru a picta și pentru a-și expune operele începând cu 1900 și până la moartea sa în 1924, ilustrând aproape exclusiv peisajele islandeze. Câțiva alți artiști islandezi au studiat la acea vreme la Academia Regală Daneză de Arte Frumoase⁠(en)[traduceți], între care Ásgrímur Jónsson⁠(en)[traduceți], care împreună cu Þórarinn a creat o ilustrare distinctivă a peisajelor islandeze într-un stil romantic naturalist. În scurt timp, și alți pictori peisagiști au călcat pe urmele lui Þórarinn și Ásgrímur, cum ar fi Jóhannes Kjarval⁠(en)[traduceți] și Júlíana Sveinsdóttir⁠(en)[traduceți]. Kjarval în special este cunoscut pentru tehnicile distincte de aplicare a vopselurilor într-un efort concertat de a reda textura caracteristică rocilor vulcanice care domină mediul insulei. Einar Hákonarson⁠(en)[traduceți] este un pictor expresionist și figurativ considerat a fi readus figura în pictura islandeză.
Mai recent, practica artelor plastice s-a răspândit, scena artistică islandeză fiind locul mai multor proiecte și expoziții majore. Spațiul de expoziție Kling og Bang întreținut de o grupare de artiști, ai cărei membri au deschis apoi și un complex studio și sală de expoziții denumit Klink og Bank, este o parte importantă din tendința favorabilă spațiilor, expozițiilor și proiectelor autoorganizate. Muzeul de Artă Vie⁠(en)[traduceți], Muzeul Municipal de Artă Reykjavík, Muzeul de Artă Reykjavík⁠(en)[traduceți] și Galeriile Naționale ale Islandei⁠(en)[traduceți] sunt instituțiile mari, mai de tradiție, care organizează spectacole și festivaluri.

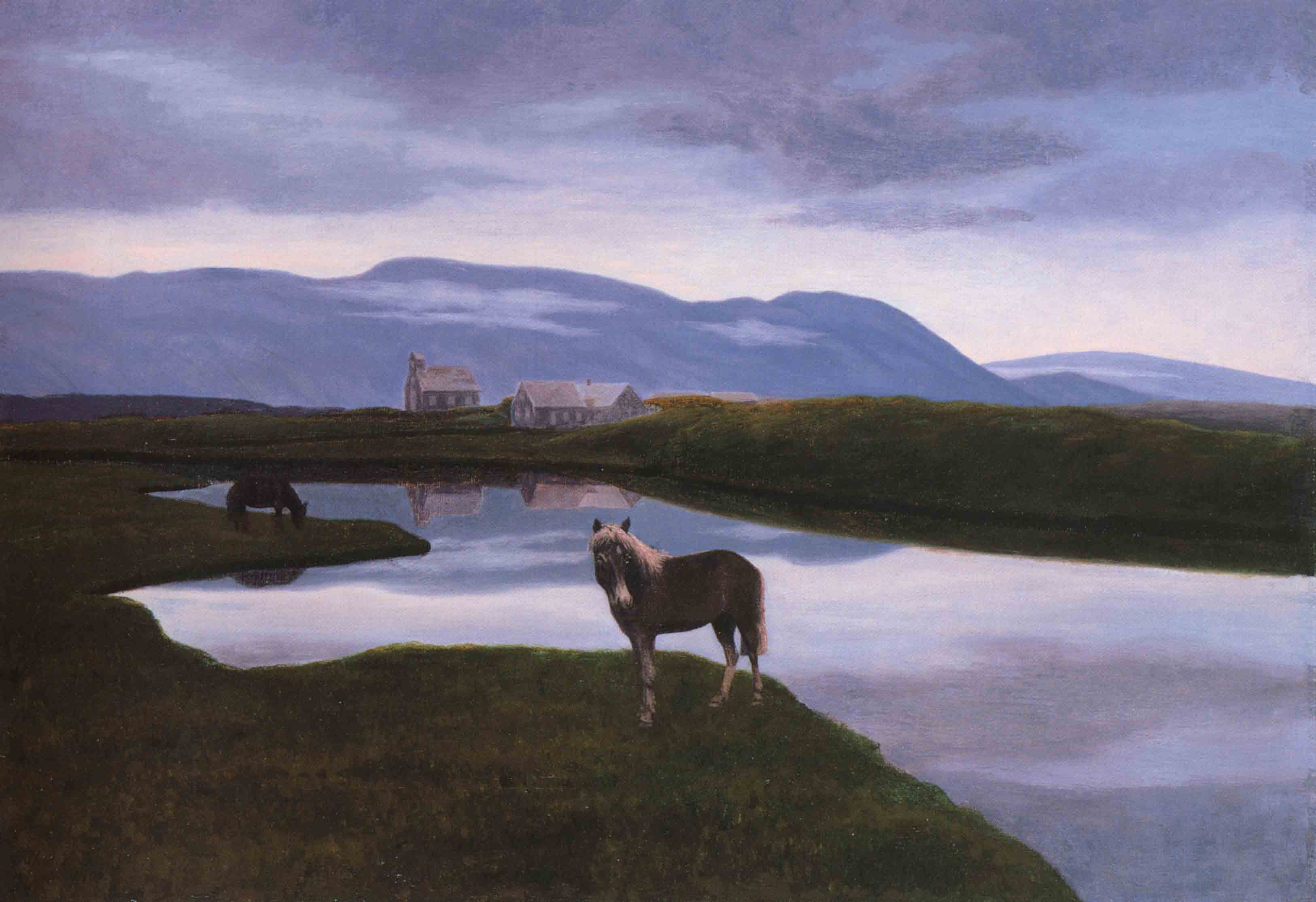
Þingvellir⁠(en)[traduceți] de Þórarinn B. Þorláksson⁠(en)[traduceți]
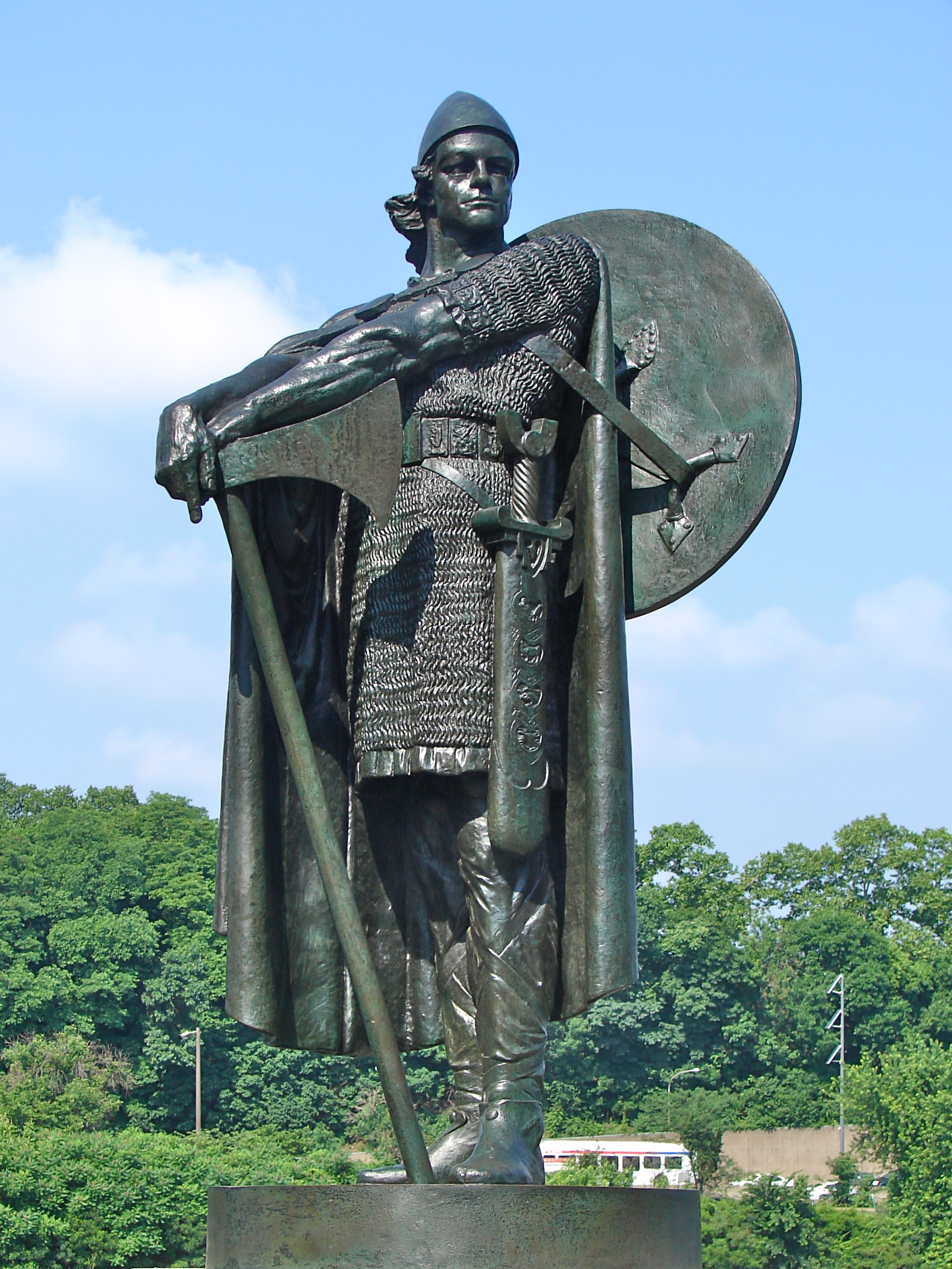
Statuia lui Thorfinn Karlsefni realizată de sculptorul islanedz Einar Jónsson⁠(en)[traduceți] la Philadelphia
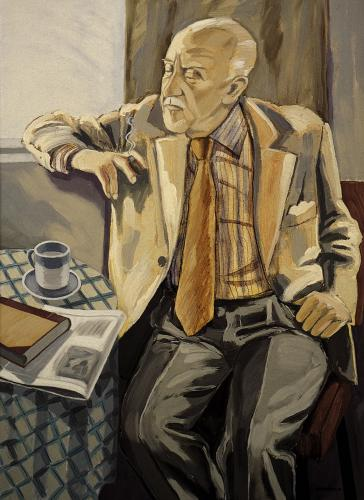
Scriitorul Halldór Laxness pictat de Einar Hákonarson⁠(en)[traduceți], 1984
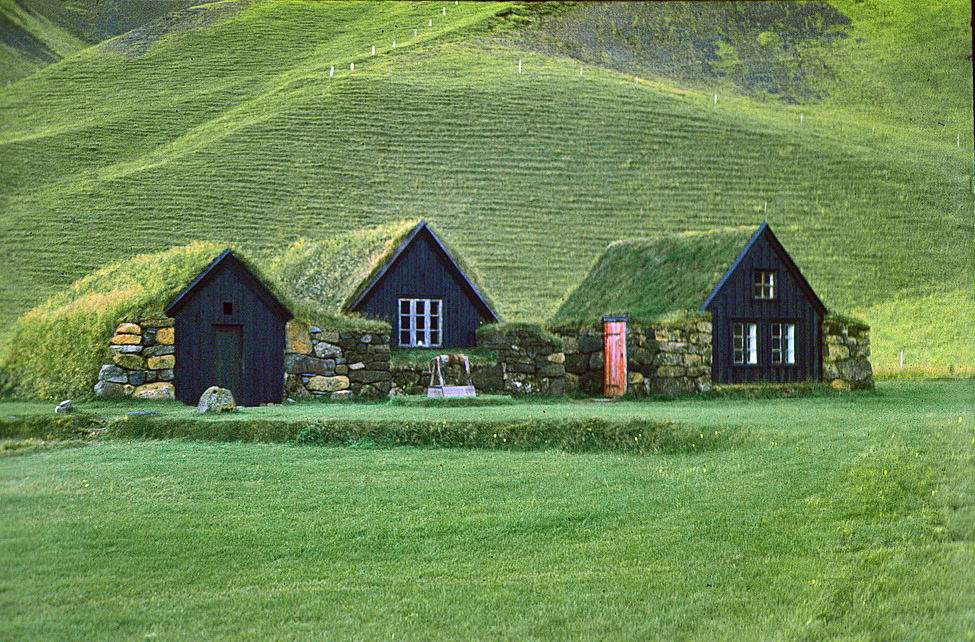
Case islandeze cu acoperiș de iarbă. Până în secolul al XX-lea, marea majoritate a islandezilor trăiau în zone rurale
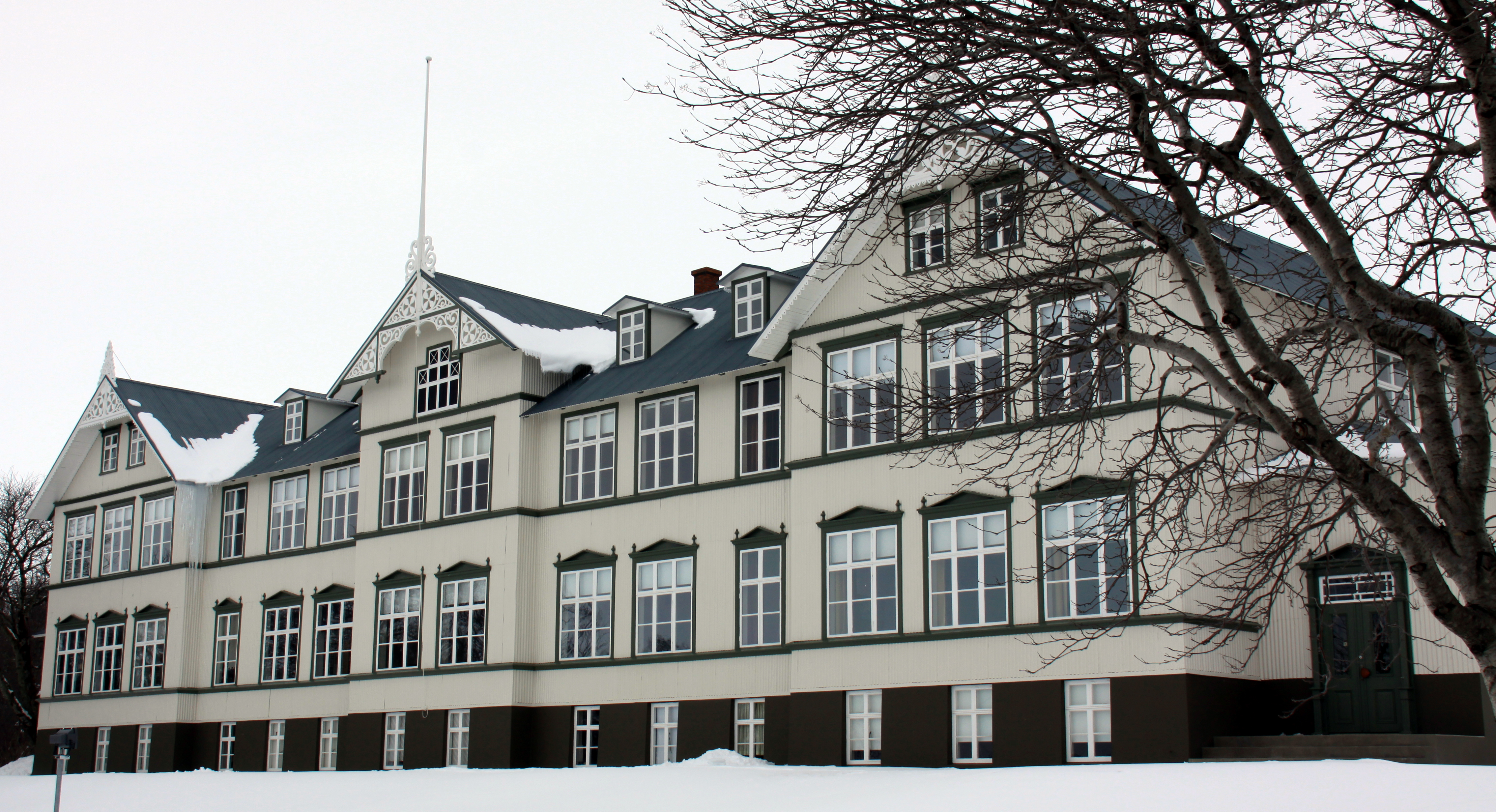
Fosta clădire (Gamli Skóli) a Menntaskóli, adică liceul din Akureyri

### Muzica
Muzica islandeză este legată de muzica nordică, și cuprinde tradiții folk și populare, cele mai reprezentative fiind grupul de muzică medievală Voces Thules, formațiile de rock alternativ și indie The Sugarcubes⁠(en)[traduceți] și Of Monsters and Men⁠(en)[traduceți], formația de jazz fusion Mezzoforte⁠(en)[traduceți], muzicienele Björk și Emilíana Torrini, și formația de post-rock Sigur Rós. Imnul național al Islandei este Lofsöngur, pe versurile lui Matthías Jochumsson și cu muzica lui Sveinbjörn Sveinbjörnsson⁠(en)[traduceți].

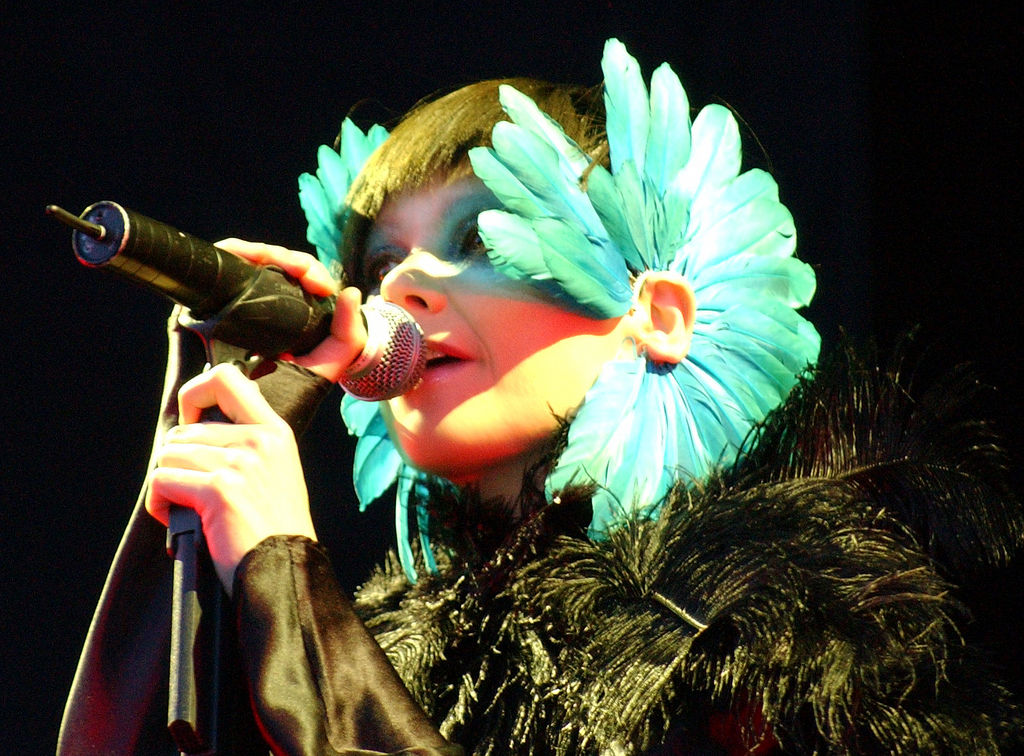
Björk, cea mai cunoscută muziciană islandeză

Muzica tradițională islandeză este de factură bisericească. Imnurile religioase, dar și laice, sunt o formă deosebit de bine dezvoltată a muzicii, datorită lipsei de instrumente muzicale de pe insulă de-a lungul istoriei. Hallgrímur Pétursson a scris numeroase imnuri protestante în secolul al XVII-lea. Muzica islandeză s-a modernizat în secolul al XIX-lea, când Magnús Stephensen a adus orgi, și apoi armonii. Alte tradiții vitale ale muzicii islandeze sunt baladele epice în versuri cu aliterații, denumite rímur. Rímur sunt povești cântate de regulă a cappella, ce par a-și avea originea în poezia skaldică⁠(en)[traduceți], folosind metafore complexe și scheme elaborate de rimă. Cel mai bine cunoscut poet de rímur al secolului al XIX-lea a fost Sigurður Breiðfjörð⁠(en)[traduceți] (1798–1846).
Muzica contemporană islandeză constă dintr-un grup mare de formații, de la grupuri de pop-rock ca Bang Gang⁠(en)[traduceți], Quarashi⁠(en)[traduceți] și Amiina⁠(en)[traduceți] până la cântăreții solo de balade ca Bubbi Morthens⁠(en)[traduceți], Megas⁠(en)[traduceți] și Björgvin Halldórsson⁠(en)[traduceți]. Muzica independentă este foarte puternică în Islanda, formații ca múm⁠(en)[traduceți], The Sugarcubes, HAM⁠(en)[traduceți], Of Monsters and Men, Sigur Rós, și formația de metal viking Skálmöld⁠(en)[traduceți], ca și artiștii solo Emilíana Torrini și Mugison⁠(en)[traduceți]
Unii muzicieni și formații de jazz islandeze și-au creat o reputație în afara Islandei. Poate cei mai cunoscuți sunt formația de jazz fusion Mezzoforte și vocalista din Los Angeles Anna Mjöll⁠(en)[traduceți]. Numeroși artiști și formații din Islanda au avut succes pe plan internațional, mai ales Björk și Sigur Rós dar și Quarashi, Hera⁠(en)[traduceți], Ampop⁠(en)[traduceți], Mínus⁠(en)[traduceți] și múm. Principalul festival muzical este Iceland Airwaves⁠(en)[traduceți], eveniment anual al scenei muzicale islandeze, în care formațiile locale și străine cântă în cluburile din Reykjavík timp de o săptămână.

### Media

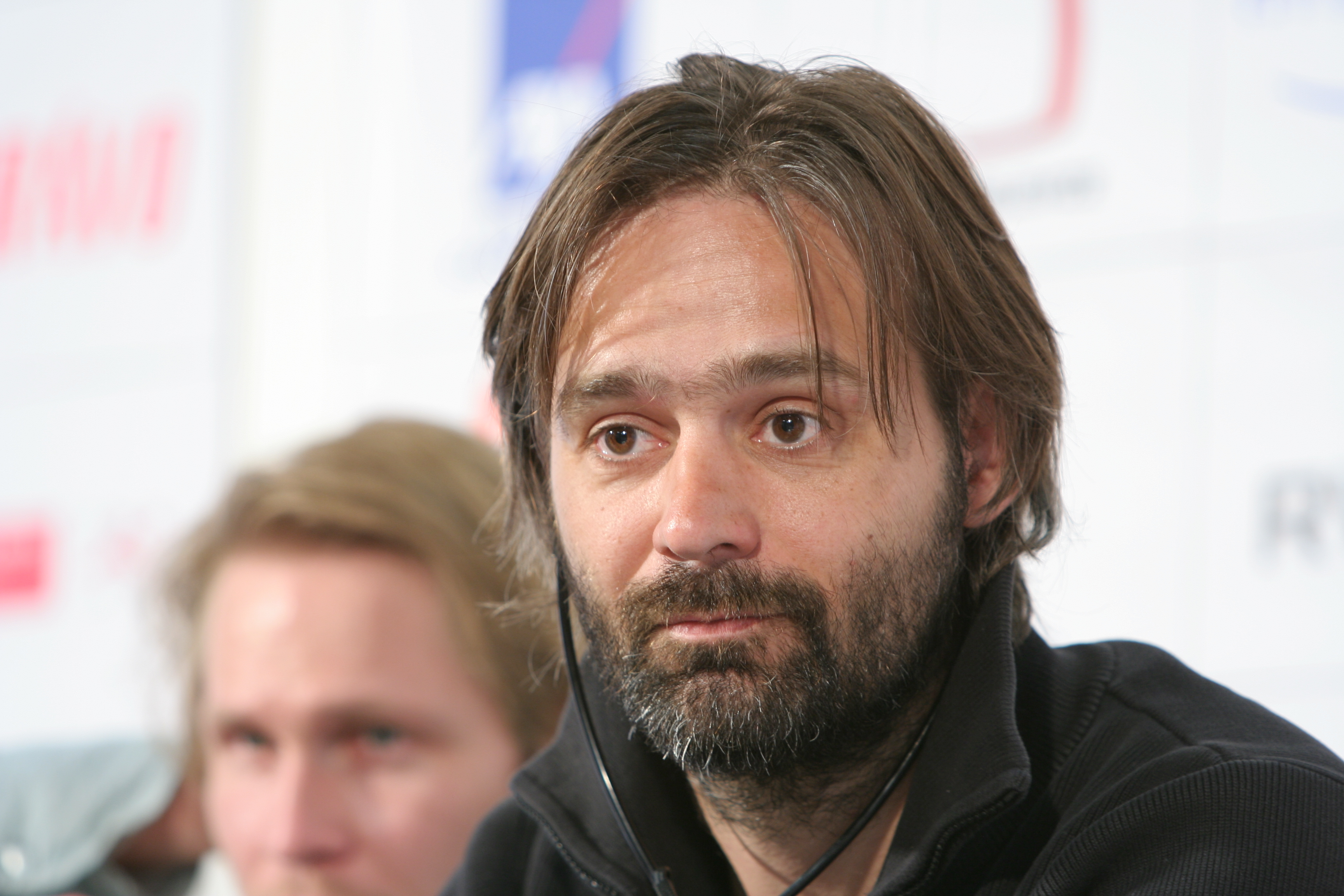
Regizorul islandez Baltasar Kormákur, cunoscut pentru filmele en, en și en

Cele mai mari posturi de televiziune din Islanda sunt Sjónvarpið, de stat, și posturile private Stöð 2 și SkjárEinn⁠(en)[traduceți]. Există și posturi mai mici, majoritatea locale. Programe radio se difuzează în toată țara, inclusiv în unele zone din interior. Principalele posturi de radio sunt Rás 1⁠(en)[traduceți], Rás 2⁠(en)[traduceți], X-ið 977⁠(en)[traduceți], Bylgjan⁠(en)[traduceți] și FM957⁠(en)[traduceți]. Cotidianele principale sunt Morgunblaðið⁠(en)[traduceți] și Fréttablaðið⁠(en)[traduceți], iar cele mai populare site-uri de știri sunt Vísir⁠(en)[traduceți] și Mbl.is⁠(en)[traduceți].
Din Islanda a pornit serialul de televiziune pentru copii Orășelul leneș (în islandeză, Latibær), creat de Magnús Scheving. El a devenit foarte popular și se difuzează în peste 100 de țări, inclusiv în Regatul Unit, în Suedia, și pe continentul american. Studiourile Orășelul leneș se află în Garðabær.
În 1992, industria islandeză de film a obținut cea mai importantă recunoaștere internațională, când Friðrik Þór Friðriksson⁠(en)[traduceți] a fost nominalizat pentru Premiul Oscar pentru cel mai bun film străin pentru filmul Copiii naturii⁠(en)[traduceți]. Actrița islandeză Guðrún S. Gísladóttir a jucat unul din rolurile majore ale filmului din 1986 al cineastului rus Andrei Tarkovski, Sacrificiul. Anita Briem⁠(en)[traduceți], cunoscută pentru rolul său din serialul The Tudors al postului de televiziune Showtime este și ea islandeză. Briem a jucat și în filmul din 2008 Călătorie spre centrul Pământului, care și el s-a filmat parțial în Islanda. Filmul cu James Bond din 2002 Die Another Day⁠(en)[traduceți] are în mare parte acțiunea în Islanda. Filmul din 2014 al lui Christopher Nolan, Interstellar a fost și el filmat parțial în Islanda.
La 17 iunie 2010, parlamentul a adoptat Inițiativa Media Modernă Islandeză⁠(en)[traduceți], o rezoluție prin care propunea protejarea dreptului la libera exprimare și identitatea jurnaliștilor și whistle-blowerilor, cea mai puternică lege de protecția a jurnaliștilor din lume. Conform unui raport Freedom House din 2011, Islanda este una din țările lumii cu cel mai mare grad de libertate a presei.
CCP Games⁠(en)[traduceți], dezvoltatorii lăudatelor EVE Online și Dust 514, își are sediul la Reykjavík. CCP Games găzduiește al treilea cel mai populat MMO din lume, care are și cea mai mare arie totală de joc pentru un joc online.
Islanda are o cultură a Internetului foarte bine dezvoltată, circa 95% din populație având acces la Internet, cel mai mare procentaj din lume. Islanda s-a clasat pe locul 12 după Network Readiness Index⁠(d) al Forumului Economic Mondial pe 2009–2010, o măsură a capacității țării de a exploata în mod competitiv tehnologia de comunicație. Uniunea Internațională de Telecomunicații a ONU pune țara pe locul 3 la dezvoltarea tehnologiilor de informații și comunicații, urcând patru locuri până la această poziție între 2008 și 2010. În februarie 2013, Ministerul de Interne cerceta metode posibile de protejarea copiilor în raport cu pornografia de pe Internet, susținând că pornografia online este o amenințare față de copii, ea susținând abuzul și exploatarea copiilor. În cadrul comunității, voci puternice și-au exprimat îngrijorarea că este imposibilă blocarea accesului la pornografia infantilă fără a compromite libertatea de exprimare.

### Bucătăria

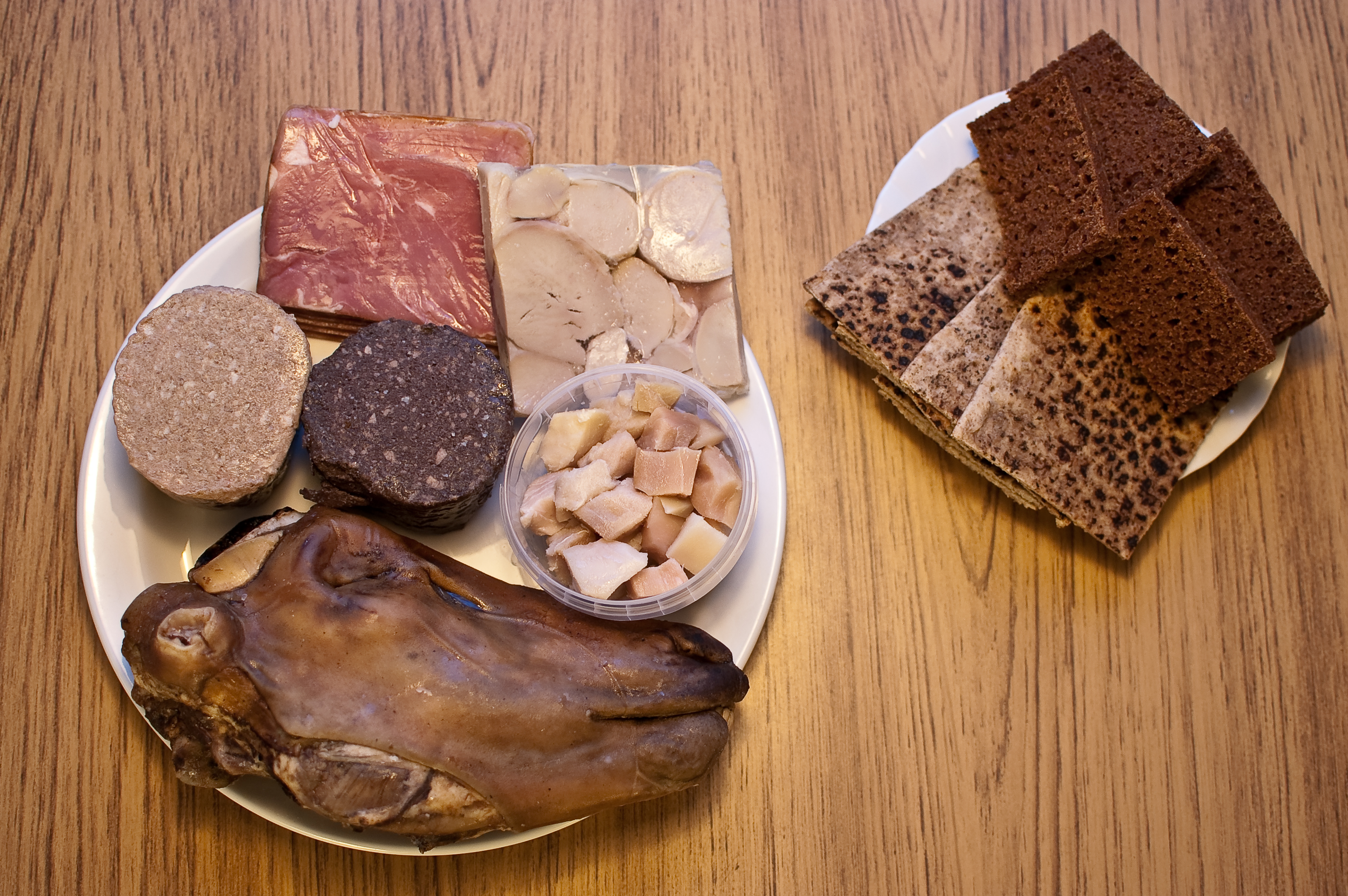
Sortiment tipic de en

Mare parte din alimentele tradiționale islandeze se bazează pe pește, carne de oaie și produse lactate, fără a utiliza aproape deloc condimente și ierburi. Din cauza climei insulei, fructele și legumele nu sunt de regulă o componentă a meselor tradiționale, deși utilizarea serelor le-a făcut mai frecvente în mesele contemporane. Þorramatur⁠(en)[traduceți] este o selecție de produse tradiționale diverse, și se consumă în special în preajma lunii Þorri, care începe odată cu prima vineri de după 19 ianuarie. Alte feluri de mâncare tradiționale sunt skyr⁠(en)[traduceți], hákarl (rechin afumat), berbec afumat, capete de oaie pârlite și budincă neagra⁠(en)[traduceți]. Carnea de papagal de mare este considerată o delicatesă locală adesea pregătită la grătar.
Micul dejun constă de regulă din clătite, cereale, fructe și cafeea, prânzul putând lua forma unui smörgåsbord⁠(en)[traduceți]. Principala masă a zilei pentru islandezi este cina, la care de regulă se consumă pește sau carne de oaie ca fel principal. Peștele marin este central pentru mare parte din felurile de mâncare islandeze, în special morunul și eglefinul, dar și somonul, heringul și halibutul⁠(en)[traduceți]. Este adesea pregătit într-o gamă largă de moduri, fie afumat, murat, fiert sau uscat. Oaia este de departe cel mai des consumat fel de carne și tinde să fie ori afumată (denumită hangikjöt⁠(en)[traduceți]) sau conservată în sare (saltkjöt). Numeroase feluri mai vechi de mâncare utilizează toate părțile unei oi, cum ar fi slátur⁠(en)[traduceți], măruntaie amestecate cu sânge și servite într-un stomac de oaie. Cartofi fierți sau piure, varza murată, fasolea verde și pâinea de secară constituie garnituri comune.
Cafeaua este o băutură populară în Islanda, și se consumă la micul dejun, după masă și ca gustare ușoară după-amiaza. Coca-Cola se consumă pe scară largă, într-atât încât se spune că Islanda are unul dintre cele mai mari consumuri pe cap de locuitor din lume. Băutura alcoolică tradițională locală este Brennivín⁠(en)[traduceți] (tradus „vin ars”, dar deloc asemănător cu vinarsul), similar cu akvavitul scandinav. Este un tip de votcă făcut din cartofi distilați și aromată fie cu semințe de chimen ori angelica. Tăria sa i-a adus porecla de svarti dauði („moartea neagră”).

### Sporturi

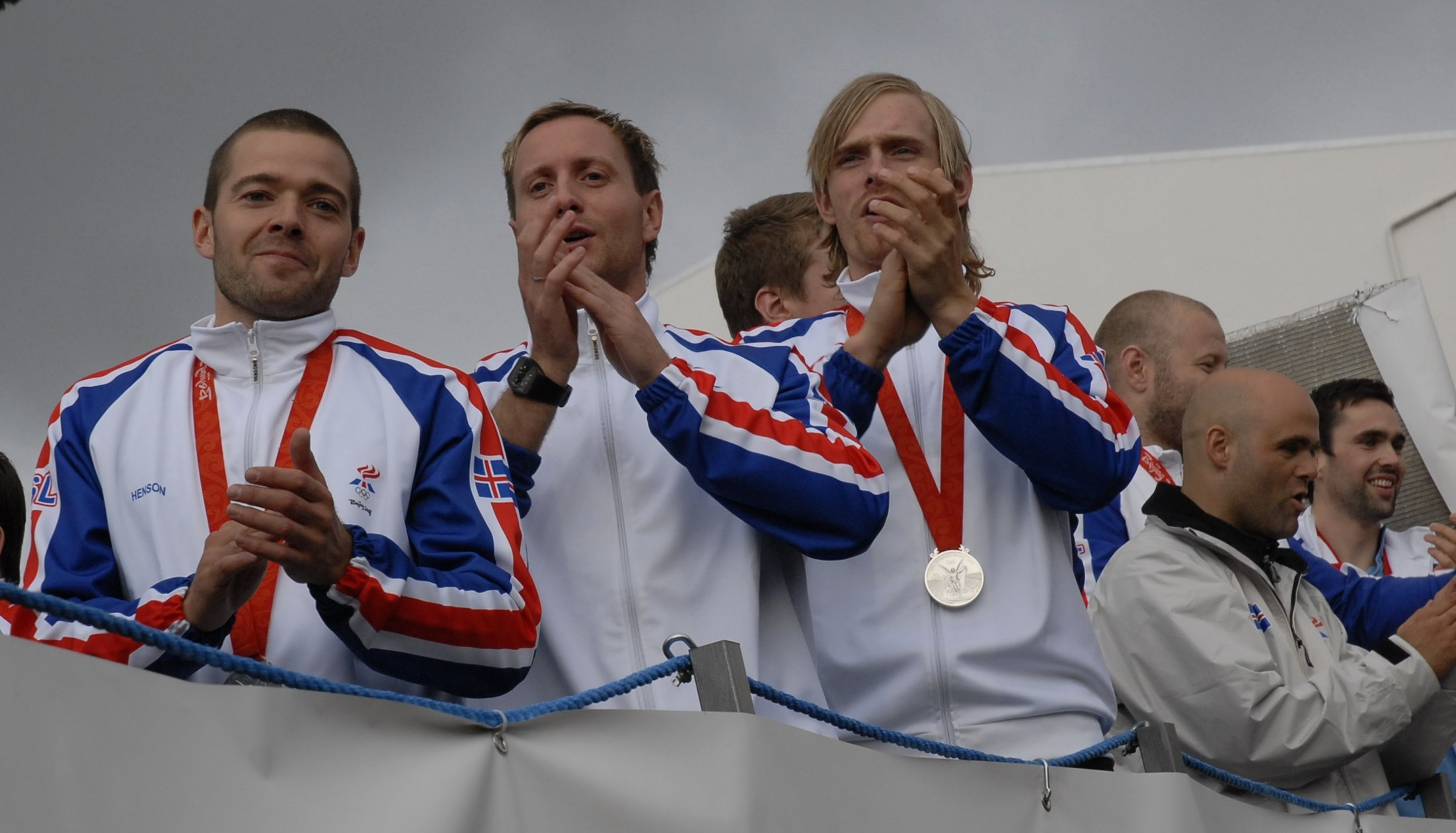
Echipa națională de handbal a Islandei a obținut medalia de argint la Jocurile Olimpice de vară din 2008. Handbalul este considerat sport național în Islanda.

Sportul constituie o importantă parte a culturii islandeze, populația fiind în general activă. Principalul sport tradițional din Islanda se numește Glíma⁠(en)[traduceți] și este o formă de lupte cu origini probabil medievale.
Sporturi populare sunt fotbalul, atletismul, handbalul și baschetul. Handbalul este adesea numit ca sport național, și echipa națională masculină⁠(en)[traduceți] este clasată în primele 12 din lume. Femeile islandeze excelează la fotbal în raport cu dimensiunea țării echipa națională⁠(en)[traduceți] fiind pe locul 15 în clasamentul FIFA. În 2014, naționala masculină de baschet⁠(en)[traduceți] s-a calificat pentru prima oară în istorie la EuroBasket 2015⁠(en)[traduceți].
Islanda are condiții excelente pentru practicarea schiului, pescuitului, snowboardingului, cățăratului pe gheață și pe stâncă, deși alpinismul și drumețiile sunt preferate de publicul larg. Islanda este și o destinație de anvergură mondială pentru schi alpin și schi Telemark⁠(en)[traduceți], Peninsula Troll din Islanda de nord fiind centrul principal al acestor activități. Deși mediul este de regulă nepotrivit golfului, există numeroase terenuri pe insulă, Islanda deținând recordul pentru cele mai multe terenuri de golf pe cap de locuitor, cu aproximativ 5000 de locuitori pentru fiecare teren de golf. Islanda găzduiește frecvent un turneu internațional denumit Arctic Open. Islandezii au câștigat cele mai multe concursuri de Cel mai Puternic Om din Lume⁠(en)[traduceți], cu câte patru titluri obținute de Magnús Ver Magnússon⁠(en)[traduceți] și Jón Páll Sigmarsson⁠(en)[traduceți].
Înotul este foarte popular ca sport practicat în viața de zi cu zi. Există numeroase piscine în aer liber, încălzite geotermal, iar cursurile de înot sunt obligatorii în curriculumul național de educație fizică. Călăria, istoric cel mai des utilizat mijloc de transport pe insulă, este practicat și astăzi de numeroși islandezi.
Cea mai veche asociație sportivă din Islanda este Asociația de Tir Reykjavík, înființată în 1867. Tirul cu pușca a devenit foarte popular în secolul al XIX-lea, cu încurajarea politicienilor și naționaliștilor care cereau independența Islandei. Și astăzi, tirul rămâne un sport practicat în timpul liber.
Islanda a produs numeroși mari maeștri de șah și a găzduit la Reykjavík istoricul campionat mondial din 1972⁠(en)[traduceți] la apogeul Războiului Rece. În 2008, erau înregistrați în istorie nouă mari maeștri internaționali, un număr considerabil raportat la populație. Bridge-ul este și el popular, Islanda participând la mai multe turnee internaționale și câștigând campionatul mondial (Bermuda Bowl⁠(en)[traduceți]) de la Yokohama, Japonia, în 1991 și obținând locul al doilea (cu Suedia) la Hamilton, Bermuda, în 1950.

## Patrimoniul mondial UNESCO
Pe lista patrimoniului mondial UNESCO sunt înscrise următoarele obiective din Islanda:
- Parcul național „Þingvellir⁠(en)[traduceți]” (cultural, 2004)
- Insula Surtsey (natural, 2008)